# Jaïnisme

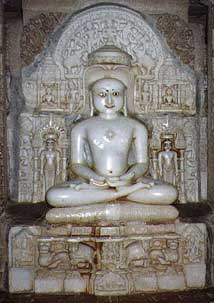
Une statue d'Ajitnath, deuxième Tîrthankara, « faiseur de gué », du cycle du temps jaïn actuel.

Le jaïnisme ou jinisme (du sanskrit : जैनमतम्, IAST : jainamatam de jina, « vainqueur » et mata « doctrine ») est une religion qui aurait probablement commencé à apparaître vers le Xe ou IXe siècle av. J.-C.. Toutefois, la tradition jaïne se considère immémoriale : sa lignée de tîrthankara (maîtres spirituels) est perçue sans commencement et cyclique. 
Le jaïnisme ou dharma jaïn compte près de dix millions de fidèles dans le monde, ascètes et laïcs confondus, dont la moitié à peu près en Inde. Sur l'ensemble total des jaïns en Inde et de par le monde, la très grande majorité des adeptes du jaïnisme sont des laïcs, qu'ils soient mariés ou non ; les moines et les moniales jaïns y sont très minoritaires, bien que très vénérés par les laïcs, puisque garants de la tradition jaïne dans son ascèse pure immémoriale. Il est à noter qu'un moine ou une moniale jaïn ne prennent pas d'engagement perpétuel et peuvent donc redevenir laïcs, comme c'est la pratique dans le monde monastique du bouddhisme theravada/hinayana.
Le but de la vie pour les jaïns est le même que pour l'hindouisme, le bouddhisme et le sikhisme : l'adepte doit atteindre l'illumination appelée moksha ou nirvana, mettant fin aux transmigrations de son âme. L'humain doit sortir du flux perpétuel de ses transmigrations : le samsara, par des choix de vie appelés vœux dont le premier, qui mène à tous les autres, est celui de l'universelle non-violence nommée ahimsâ, non-violence basée sur sa devise clef Parasparopagraho Jivanam (« toutes les vies sont interdépendantes et se doivent un mutuel respect/assistance »), la non-violence « c’est la loi suprême » (ahiṃsā paramo dharmaḥ) est presque un slogan emblématique pour les jaïns. La méditation et le jeûne sont aussi des pratiques jaïnes. Les Maîtres éveillés, dénommés les Tîrthankaras (en sanskrit « les faiseurs de gué »), guides spirituels de cette religion, ont enseigné, depuis la préhistoire, selon la tradition, les principes du jaïnisme et sont, à ce titre, cités par les védas des brâhmanes : les hindous reconnaissent la lignée des tîrthankar comme authentique et ils placent l'origine du jaïnisme au commencement du monde, là où vit le dieu Vishnou.
Les rites funéraires des jaïns différent selon l'obédience du mort, son statut. Les rituels à pratiquer sont très ritualisés, jusque dans les moindres détails décrits dans des textes parfois contradictoires ils ressemblent pour certains à ceux des parsis pour le traitement des cadavres. La crémation n'est pas d'usage sauf dans certaines circonstances.

## Histoire

La syllabe sacrée Om̐ dans le jaïnisme.

Le jaïnisme connaît ses débuts en Inde dès le Xe siècle avant notre ère avec le Maître éveillé Rishabhanatha dit aussi Adinâtha (Premier Seigneur). Il atteint un sommet de son développement au cours du VIe siècle av. J.-C., sous l'influence de Mahâvîra, le dernier Tirthankara (qui fit de la chasteté un nouvel élément de l'ascèse monastique jaïne, après celui de non-violence envers les vies, de véracité, de non-vol et de non-possession). Vingt-deux autres Maîtres éveillés, mythiques, vénérés comme des divinités hindoues, ont vécu entre ces deux hommes. Il s'agit d'Ajita, Sambhava, Abhinandana, Sumati, Padmaprabha, Suparshava, Candraprabha, Suvidhi, Shhitala, Shreyamsa, Vasupujya, Vimala, Ananta, Dharma, Shanti, Kunthu, Ara, Malli, Munisuvrata, Nami, Nemi, Parshava. Le 24e Vardhamana dit Mahavira (le grand héros) a donné les règles fondamentales suivies encore aujourd'hui et il a construit la foi jaïne. Il est considéré comme un pionnier de la civilisation de l'Inde au même titre que Confucius, ou Socrate sur leurs continents. La non-violence : l'ahimsa - est devenue la pratique la plus prêchée ; tout un chacun a alors œuvré pour sa mise en place dans la société indienne. Les Acharyas ou chef d'ordres religieux ont continué le travail des Tirthankaras à travers les siècles : un travail à la fois théologique et qui a permis le développement de cette religion. Des temps antiques, il reste les textes sacrés, les Purvas, les enseignements des Tirthankaras, les Agamas de Mahâvîra entre autres. Le yoga est une philosophie liée depuis l'origine à la pratique du jaïnisme (le code moral des cinq vœux du jaïnisme est le même que le code moral brahmanique du raja-yoga de Patanjali, avatar du serpent Shesha).
Contemporain du bouddhisme par son fondateur historique, le grand héros Mahâvîra, le jaïnisme implique comme celui-ci le rejet du système des castes et de la domination des Brahmanes, même si « l'opposition de Mahâvîra (...) ne visa pas tous les Brâhmanes, car il apprécia toujours leurs qualités intellectuelles. Il en admit de nombreux dans le jaïnisme. Plusieurs entrèrent dans son ordre ascétique, et il choisit même le maître brâhmane le plus instruit, Indrabhûti Gautama, comme premier apôtre, ou principal disciple (ganadhara) ».
En effet, « à l'époque de Patanjali et pendant le premier millénaire beaucoup de brâhmanes sont bouddhistes ou jaïns. (...) La brahmanitude est un fait sociologique tandis que le brahmanisme est une idéologie ou une religion. » On peut donc être non-brahmane et adepte du brahmanisme, comme on peut être brâhmane et ténor du jaïnisme ou du bouddhisme, ainsi qu'on l'a vu à l'époque où la part des brahmanes, sur le plan philosophique du jaïnisme et du bouddhisme, « est importante sinon principale ».

## Communauté

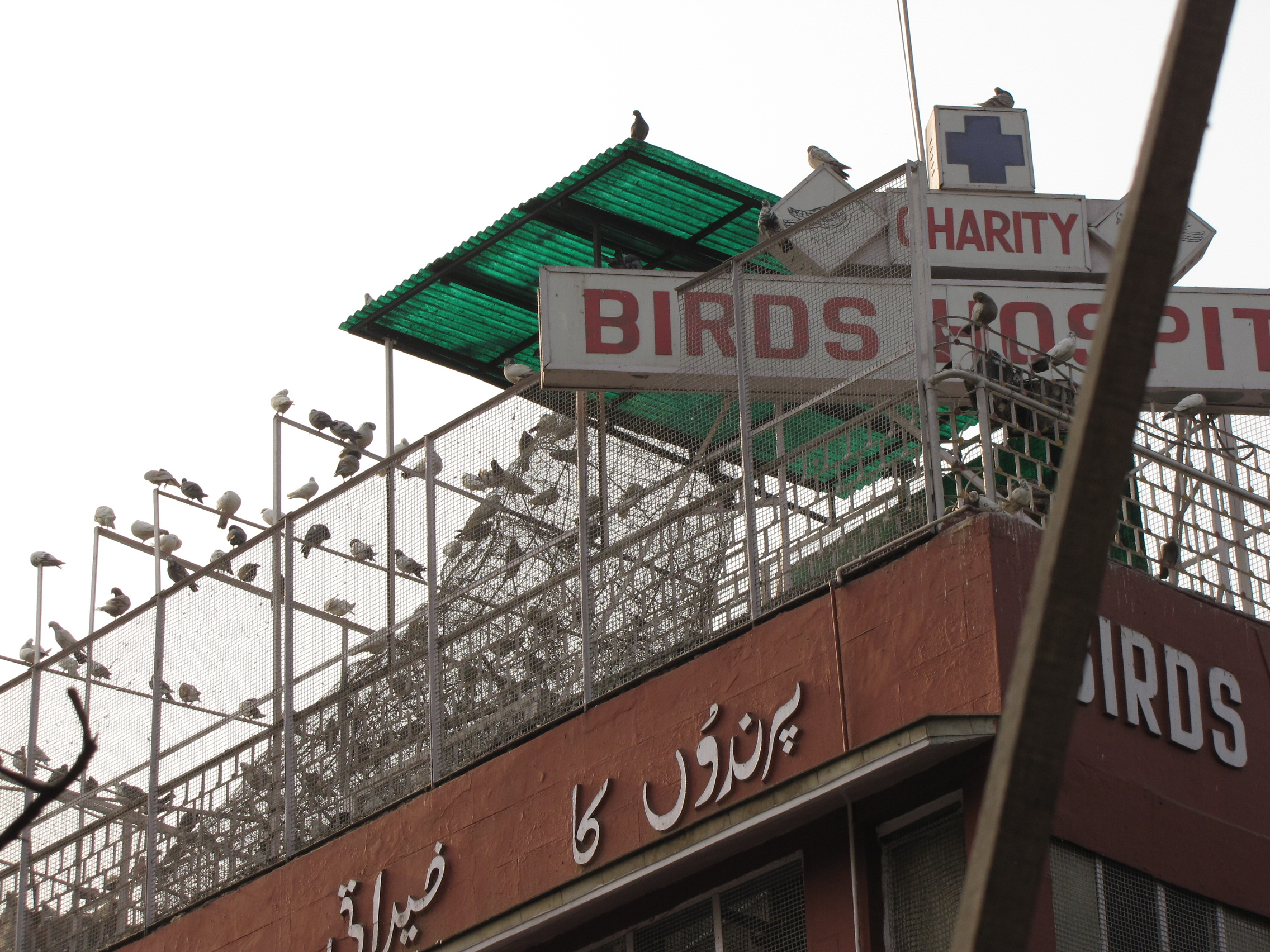
Hôpital des oiseaux, Delhi.

Les Jaïns se divisent en deux branches : celle des Shvetambara et celle des Digambara. Les ascètes Shvetambara (moines et nonnes) portent des robes blanches. Les nonnes Digambara portent elles aussi des robes blanches. Par contre, les moines-ascètes Digambara vivent nus en signe de détachement du monde.
Les laïcs tant Shvetambara que Digambara portent des vêtements identiques à ceux des laïcs des pays où ils vivent ou séjournent. Ils n'arborent aucun signe particulier extérieur dans les deux branches.
D'époque en époque les Acharyas jaïns (chefs spirituels d'un groupe d'ascètes-mendiants) ont enseigné la foi. Cette religion vit surtout à travers ses rituels religieux réunissant laïcs et moines-ascètes itinérants. Il est possible de devenir jaïn en suivant les Trois Joyaux, de la foi juste (samyag darsana), de la connaissance juste (samyag jnana) et de la conduite juste (samyag charitra) et en faisant des vœux (vratas) à caractère moral : petits vœux pour les laïcs (anuvratas), et grands vœux (mahavratas) pour les ascètes. La propagation en Inde de la non-violence, de la charité universelle, du végétarisme ou du véganisme (les jaïns non seulement s'abstiennent de manger de la chair animale, des œufs et du miel, mais n'achètent ni cuir ni vêtements obtenus par la mise à mort d'animaux comme la soie ou la fourrure), à toutes les époques envers tous : personnes ou créatures, au-delà des frontières idéologiques et communautaires sont la moisson d'une foi très pacifiste et humaniste. Il s'est créé en Inde une architecture religieuse jaïne des temples en complément aux pratiques de la vie itinérante des ascètes (moines et nonnes).
La communauté jaïne a fondé plusieurs hôpitaux en Inde destinés aux animaux, dont le Jain Charity Birds Hospital pour les oiseaux à Delhi, en face du Fort Rouge : ouvert en 1956, il reçoit une quarantaine d'oiseaux chaque jour pour une capacité d'accueil de 3 000 individus ; plus de 66 200 volatiles, dont une grande majorité de pigeons, y ont été soignés entre 1995 et 2015. Les oiseaux peuvent y rester pour une durée allant de deux semaines à plusieurs mois. Uniquement financé par des dons, l'hôpital emploie une dizaine de personnes et le taux de guérison est de 75 %.

## Philosophie jaïne

Symbole officiel du jaïnisme représentant la Cosmographie jaïne et sa devise : Parasparopagraho Jivanam (« les vies se doivent un mutuel respect »). La paume de la main représente la non-violence, le réconfort moral et la compassion. Le svastika symbolise l'ordre cosmique (dharma) et les différentes catégories du vivant dans le cycle des réincarnations.

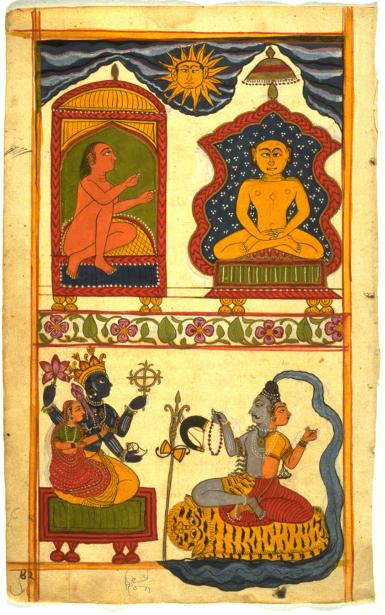
Miniature jaïne : en haut, un moine nu adorant un Jina, en bas, le Dieu Vishnou et sa Déesse Lakshmi, et Ardhanarishvara (mi-Shiva mi-Shakti) : les grands dieux hindous peuvent représenter les principes éternels et substances universelles dans la cosmologie du jaïnisme.

Symbole Jaïn ; le svastika est un symbole majeur du jaïnisme. Ici, les points bleus entre les branches du svastika représentent les quatre mondes : en haut à gauche, le monde des hommes/animaux (dotés de plus de trois sens) ; en haut à droite, le monde des dieux ; en bas à gauche, le monde des plantes (vies dotées d'un seul sens : le toucher) ; en bas à droite, le monde des démons : seul le monde des hommes est ouvert à la délivrance, grâce aux trois joyaux (en vert) du jaïnisme (vision juste, connaissance juste, conduite juste), qui permet d'accéder à la libération du cycle des réincarnations (le chandra-bindu : en jaune).

Le jaïnisme partage de nombreuses ressemblances plus ou moins évidentes avec l'hindouisme, le bouddhisme et le sikhisme. Le jaïnisme est, d'un point de vue philosophique, un matérialisme, éthique. Malgré ses temples, le jaïnisme peut être considéré comme « transthéisme », mais il n'est pas athée (même si les prières jaïnes ne réclament aucune faveur à aucune entité surnaturelle) ; les Tîrthankaras : les Maîtres éveillés sont considérés par les dévots comme des dieux, et dans les cieux jaïns le mot déva est utilisé. Le point important sur lequel tous les fidèles jaïns se penchent est le karma. Répertorié, il doit absolument être brûlé, entre autres par la méditation, pour atteindre la libération (moksha) et se libérer ainsi du cycle des morts et des renaissances (samsara).
L'important, pour ne pas accumuler du karma, est de respecter en ce monde toutes les formes de vie (jivas).
Le culte jaïn consiste à réciter des mantras (comme le Namaskara Mantra) et à faire des offrandes (les pujas) dans les temples. Néanmoins certaines branches du jaïnisme refusent le culte des idoles :

« Le culte, intérieur et extérieur, a valeur uniquement subjective et sert à la concentration de l'esprit du fidèle sur l'exemple d'êtres parfaits que l'on peut imiter, mais qu'on ne peut prier d'intervenir dans le destin de l'homme. L'homme, en dernier lieu seul avec lui-même, en compagnie de son seul effort, pourra parachever l'ascèse qui le portera à la paix au-delà de toute expérience humaine. »

### Tattvas: réalités de l'univers
Les jaïns croient que les réalités de l'univers sont composées de sept principes éternels dits tattvas :
1. Les âmes, des substances animées : jiva ;
2. Les substances non vivantes : ajiva ;
3. Les effets du karma : asrava ;
4. La servitude, les chaines karmiques sur l'âme qui en résulte : bandha ;
5. L'arrêt du flot karmique : samvara ;
6. L'usure et l'élimination de la matière karmique : nirjara ;
7. La délivrance ultime : moksha.

### Dravyas: substances de l'univers
Il y a trois dravyas, trois substances reconnues dans l'univers pour le jaïnisme. Ce sont :
1. les jivas : riche d'émotions et sans matière visible ;
2. les pudgala : matériels mais sans émotion, comme la pierre ;
3. les immatériels et sans émotion : le temps (kala), l'espace (akasha), le principe du mouvement (dharma), le principe du repos (adharma). Du fait que ces substances se classifient en quatre éléments, certains historiens parlent de six dravyas[21].

Les pudgala sont doués de qualités fondamentales (guna) ; quant aux âmes, il en existe deux catégories :
1. Les âmes libres de toutes attaches corporelles ou passionnelles (ce sont entre autres les Tîrthankara ou « faiseurs de ponts », sortes de prophètes qui sont au nombre de vingt-quatre dans notre cycle de temps, le dernier étant Mahavira)[18], mais aussi les siddhas.
2. Les âmes liées dans la transmigration : le samsara ; elles sont les humains, les animaux, les végétaux : tous les êtres vivants. Ces catégorisations des jivas et ajivas amènent le croyant à ne faire aucun mal à tout ce qui vit (pratique de l'ahimsâ).

### Cinq Grands Vœux du jaïnisme: les Mahavratas
Le code moral du jaïnisme est considéré comme la simplicité même, et sa pratique, graduelle. Il est exprimé dans les vœux suivis par les laïcs dits petits vœux (anuvratas) et par les ascètes dits grands vœux (mahâvratas), vœux qui ne sont pas différents des cinq vœux moraux de base d'une des six branches de la philosophie hindoue – le Yoga-Sûtra de Patanjali –, ni des trois premiers devoirs de base (ahimsa, satya, asteya) de toute la communauté hindoue (les ârya ou « nobles » en sanskrit) des Lois de Manu,.
Les membres de la communauté monastique sont obligés de respecter strictement ces cinq vœux ; les laïcs jaïns sont dispensés d'appliquer strictement les quatrième et cinquième : il leur est donc loisible de se marier, d'avoir des enfants et de posséder des biens matériels ; ainsi, ces vœux ne changent pas de nature mais de degrés, – les laïcs et ascètes possèdent le même code moral mais appliqué moins rigoureusement chez le laïc, afin que ce dernier puisse vivre dans la société et apporter la nourriture aux ascètes, qui ne possèdent rien, ni ne travaillent, guidant leurs disciples dans la pure non-violence.
Les cinq vœux majeurs des jaïns sont :
1. Le vœu de non-violence : ahimsâ. C'est la « non-nuisance, non-volonté de faire souffrir les créatures », la « fraternité, compassion, charité universelle », ou « le respect impérieux de toute vie ».
2. Le vœu de sincérité : satya. En termes simples, c'est ne pas dire de paroles qui font du tort aux autres vies, mais le sens est beaucoup plus large.
3. Le vœu d'honnêteté, de refus du vol : asteya. Voler, c'est prendre ce qui n'est pas donné, mais un sens large est attribué à ce mot. Les jaïns disent qu'il ne faut prendre que ce que l'on nous a donné.
4. Le vœu de non-attachement aux choses du monde, ou non-possessivité : aparigraha. L'attachement aux choses du monde consiste à ne pas désirer plus que ce dont on a besoin. Ainsi, l'accumulation de choses, même nécessaires, en grand nombre, l'émerveillement devant la richesse des autres, l'avidité, la transgression des limites des possessions et l'augmentation de celles existantes sont des fautes à ne pas commettre. Chez l'ascète (sadhu), cela se traduit par la non-propriété et une non-possession d'objets pure et simple[25].
5. Le vœu de conduite du Brahman, la probité sexuelle, le non-viol, chasteté : brahmacharya. Le manque de chasteté est une faute qui peut prendre des formes diverses. Pour les laïcs, le couple jaïn doit pratiquer la fidélité absolue à son conjoint. Pour les ascètes (moines et nonnes), le vœu de pureté signifie le célibat absolu et l'absence de toute pratique sexuelle[note 3],[note 4].

#### Les quatre buts de la vie
Le laïc jaïn, ses études achevées, doit réaliser les quatre buts des vivants, dont les trois premiers sont en lien avec l'activité mondaine :
1. Kâma, Éros, plaisir amoureux
2. Artha, Gain social, matériel
3. Dharma, Vertu, Devoir d'Ahimsâ
4. Moksha, Liberté absolue, Délivrance des réincarnations (par l'ascèse extra-sociale).

### Cosmographie jaïne et cycle du temps

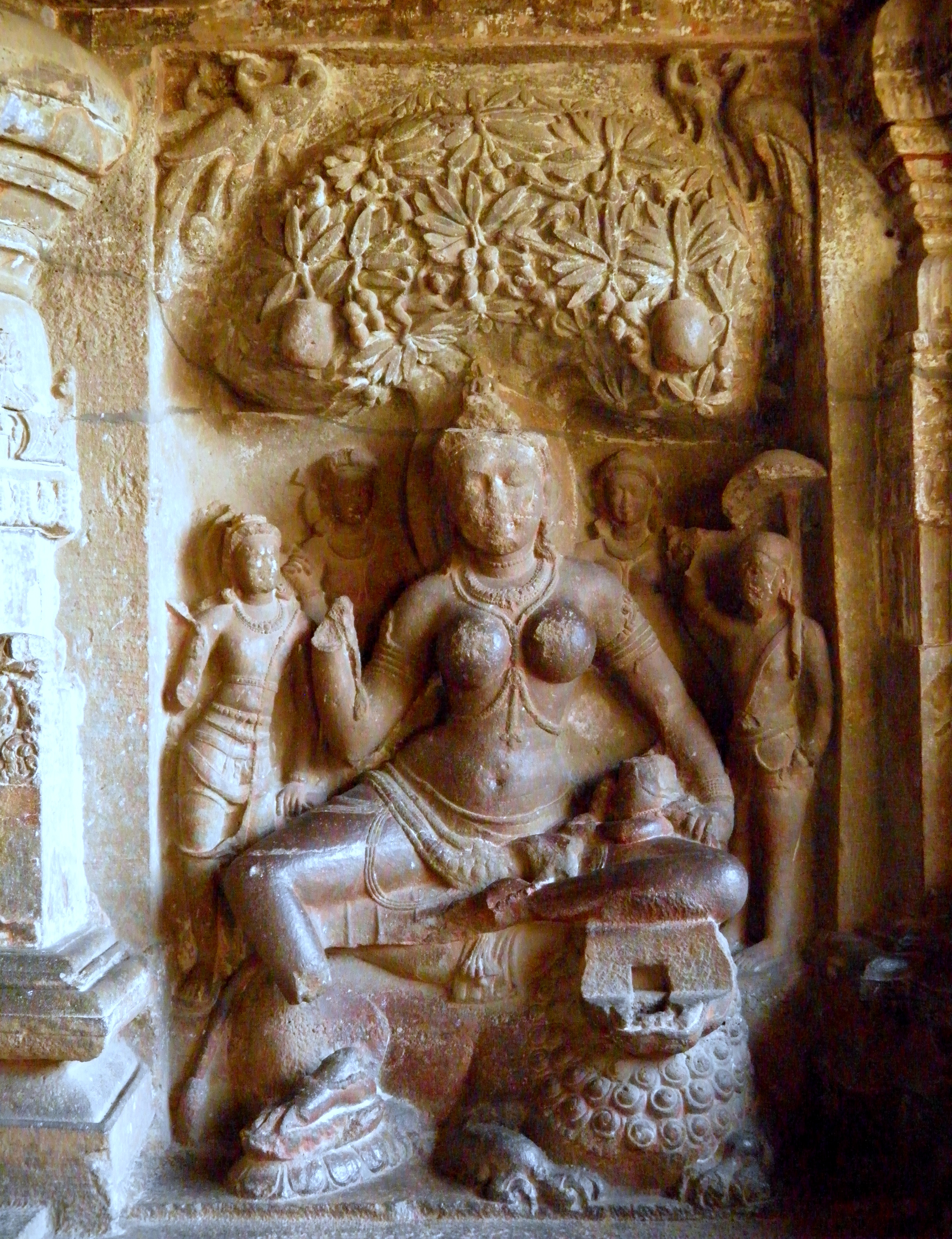
La Yakshini Siddhaika, nymphe protectrice du Nirvâna, de Mahâvîra et déesse de la fertilité.

La philosophie jaïne a une cosmographie qui lui est propre. Elle considère l'univers occupé comme fini, et l'univers non occupé, au-dessus du premier, comme infini. Depuis la fin du Moyen Âge, les univers ou loka-akasha sont symboliquement représentés sous la forme d'un corps humain, où les créatures se réincarnent sous différentes apparences depuis toujours. Selon le jaïnisme, l'univers global est infini, il n'a pas été créé, et il ne cessera jamais d'exister :

« Le monde est incréé ; il n’a ni commencement ni fin, il existe par sa propre nature ; il est plein de jivas (les êtres vivants ou âmes) et d’ajivas (les substances sans vie) ; il existe dans une partie de l’espace et il est éternel. »

— Samana Suttam.
Toutefois, soumis à des changements, l'univers traverse une série continue de périodes d'ascensions et de déclins (voir le Temps jaïn). Chaque période est divisée en six phases. Nous serions actuellement, selon cette optique, dans la cinquième phase d'une période de déclin (à rapprocher de la Kali Yuga des hindouistes).
Dans chacune de ces longues périodes — qui font penser au jour de Brahma de l'hindouisme — il y a toujours vingt-quatre Tîrthankara. Dans l'ère actuelle du monde, le vingt-troisième de ces Tirthankara a été Pârshvanâtha, un ascète et prophète, qui aurait vécu vers 850 - 800 av. J.-C.. Ce fut un réformateur qui réclama un retour à la croyance et aux pratiques de la tradition religieuse originale. Le vingt-quatrième et dernier Tirthankara de cette ère est connu par son titre, (Mahâvîra, le « grand héros » (599 - 527 av. J.-C.). Ce fut aussi un maître spirituel errant qui a rappelé les jaïns à la pratique rigoureuse de leur foi antique.

### L'Anekantavada: la «multiplicité des points de vue»

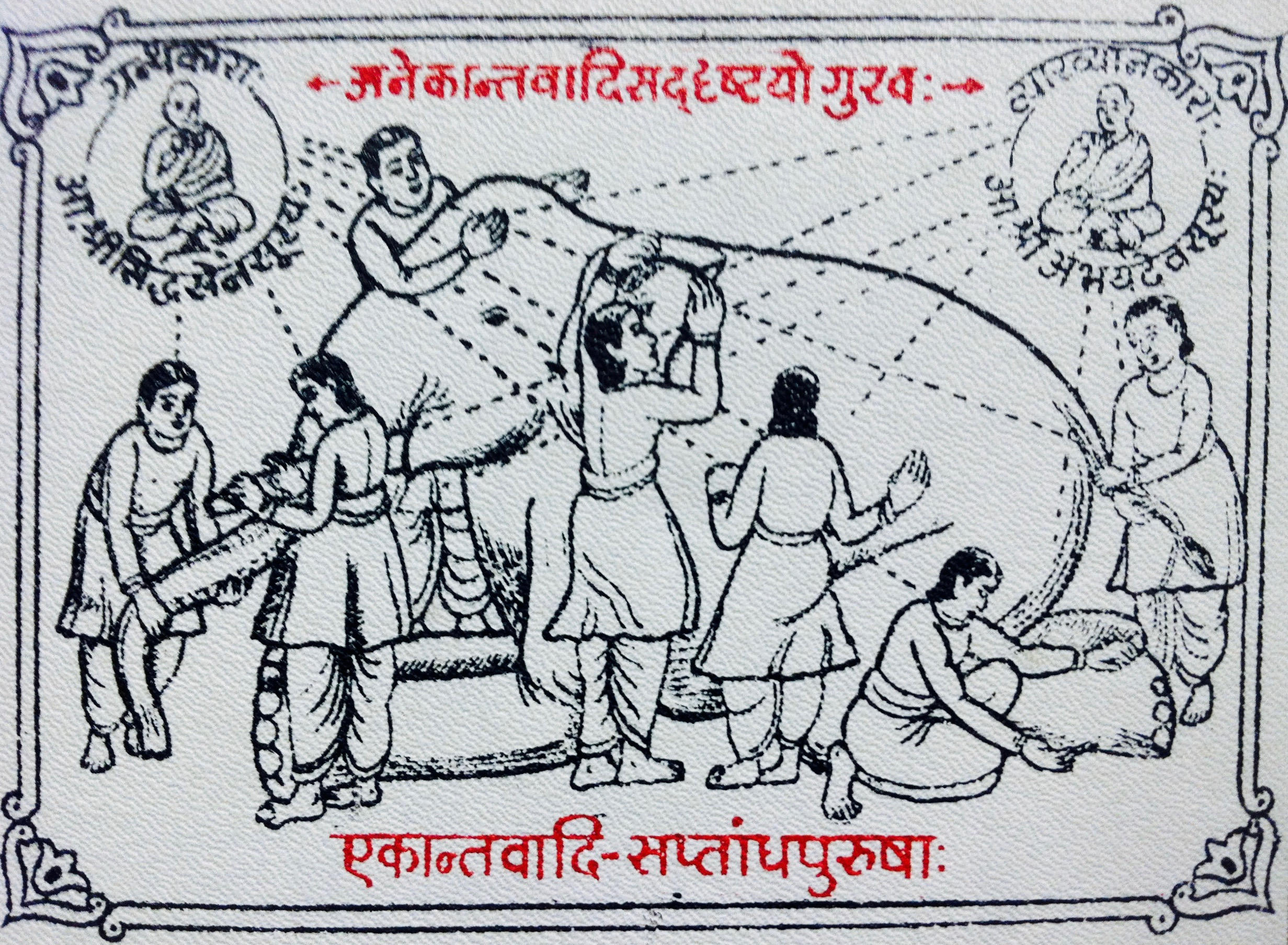
Illustration de l'Anekantavada : la réalité est un éléphant, et les hommes des aveugles qui touchent la partie de l'éléphant à leur portée : ils ont tous raison, mais ont tort s'ils résument l'éléphant/réalité à la seule partie qu'ils perçoivent. La vérité absolue est au-delà des limites du mental humain.

La philosophie jaïne a développé une doctrine qui lui est propre : l'Anekantavada ; l'être humain ne pouvant aller au-delà des limites de ses sens, et de sa pensée limitée, son appréhension de la réalité est partielle et non omnisciente, car la réalité terrestre est multiple. Ce concept est dénommé nayavada et sa formulation est le sapta-bhangi-naya. Viennent se rajouter à cette réalité relative les notions de temps et d'espace par exemple : c'est le concept de syadvada. Cette doctrine philosophique en trois parties s'applique aux réalités humaines, et non pas spirituelles comme le karma et le but de la vie : le moksha.

## Code moral jaïn

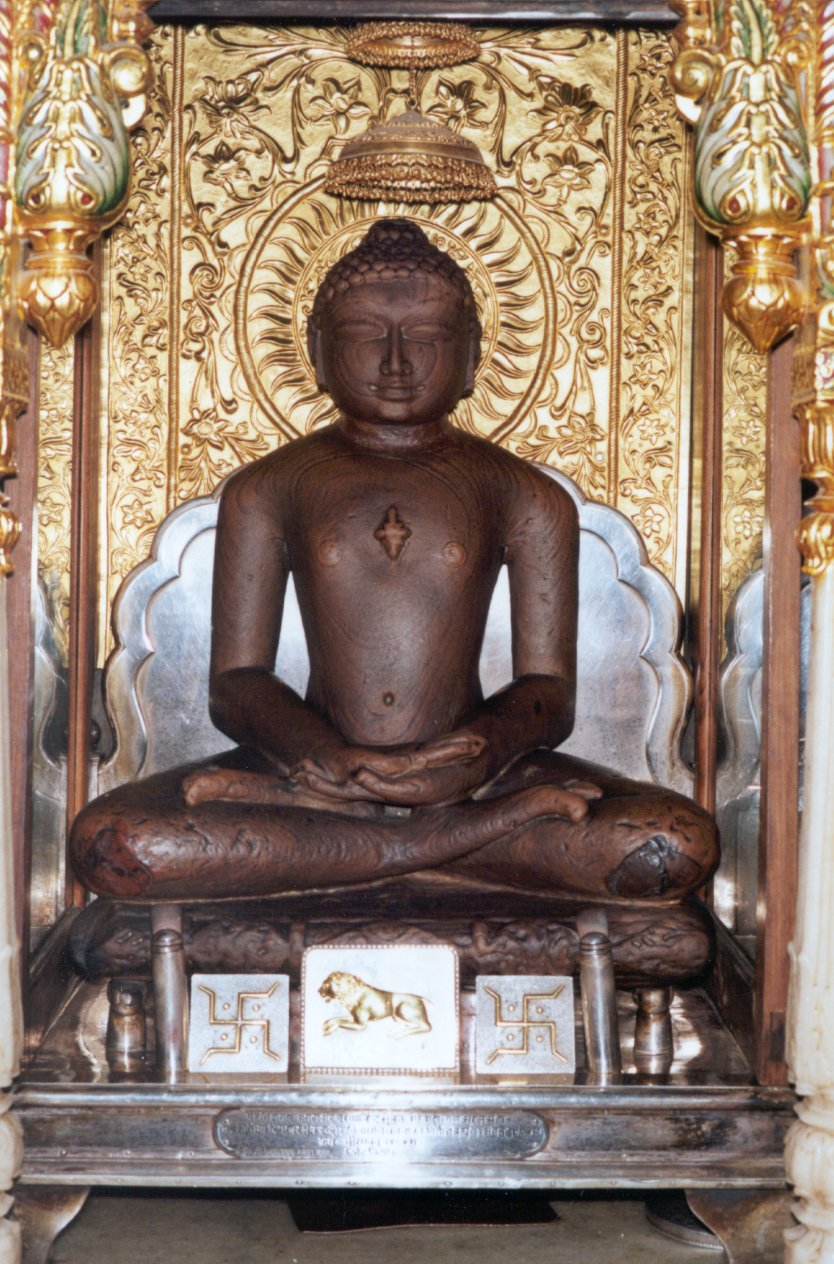
Statue de Mahâvîra, le « grand héros ».

### Le karma à brûler: la purification
Tout contact du jîva avec la matière pudgala engendre de la souffrance. Ainsi, les Jaïns constatent que ce monde est souffrance et ils estiment que ni les réformes sociales (en leur essence, car sinon le jaïnisme pousse à une société humaine fondée sur la charité universelle), ni les efforts non méritoires ou non valables des individus ne pourront jamais la faire cesser. Dans chaque être humain, un jîva est emprisonné, et ce jîva souffre en raison de son contact avec l'ajîva. La seule manière d'échapper à la douleur est pour le jîva (l'âme) de se libérer des transmigrations successives auxquelles elle est soumise (samsara) et de parvenir ainsi au bonheur parfait éternel (nirvana).
Les jaïns considèrent que c'est le karma qui maintient le jîva emprisonné dans l'ajîva et qu'il faut donc se débarrasser de celui existant et ne pas en acquérir de nouveau. La libération de l'âme est difficile. Les jaïns croient que le jîva continue à souffrir pendant toutes ses vies ou réincarnations, qui sont d'un nombre indéfini. Ils pensent que chaque action effectuée par une personne, qu'elle soit bonne ou mauvaise, ouvre les canaux des sens (vue, ouïe, toucher, goût et odorat), par lesquels une substance invisible, le karma, s'infiltre à l'intérieur et adhère au jîva, déterminant les conditions de sa prochaine réincarnation.
La conséquence des actions mauvaises est un karma mauvais, qui tire le jîva vers le bas, l'entraînant vers une nouvelle vie de condition inférieure sur l'échelle des existences. La conséquence des bonnes actions est un bon karma, qui permet au jîva de monter après sa vie actuelle ou dans une prochaine à un niveau plus élevé dans l'échelle des existences, là où il y a moins de souffrances à supporter. Cependant, les bonnes actions ne peuvent pas seules mener à la libération. La méditation, l'ascèse et l'équanimité (voir du même œil tous les êtres) sont aussi nécessaires.
La libération — ou moksha — s'obtient grâce aux différents moyens définis comme les Trois Joyaux: la vision juste, la connaissance juste et la conduite juste ; et aussi des rituels spirituels quotidiens. La vision/foi juste bénéficie d'une prééminence sur la connaissance juste et la conduite juste, car elle guide l'âme vers le salut : « Les textes sacrés jaïns (...) vont jusqu'à dire que l'ascétisme sans la Foi [en la non-violence] est inférieur à la Foi [en la non-violence] sans l'ascétisme et, même, que quelqu'un de condition modeste qui possède la Foi juste peut être considéré comme plus capable d'atteindre l'élévation morale [qu'un ascète ou érudit qui méprise l'Ahimsâ.] ».

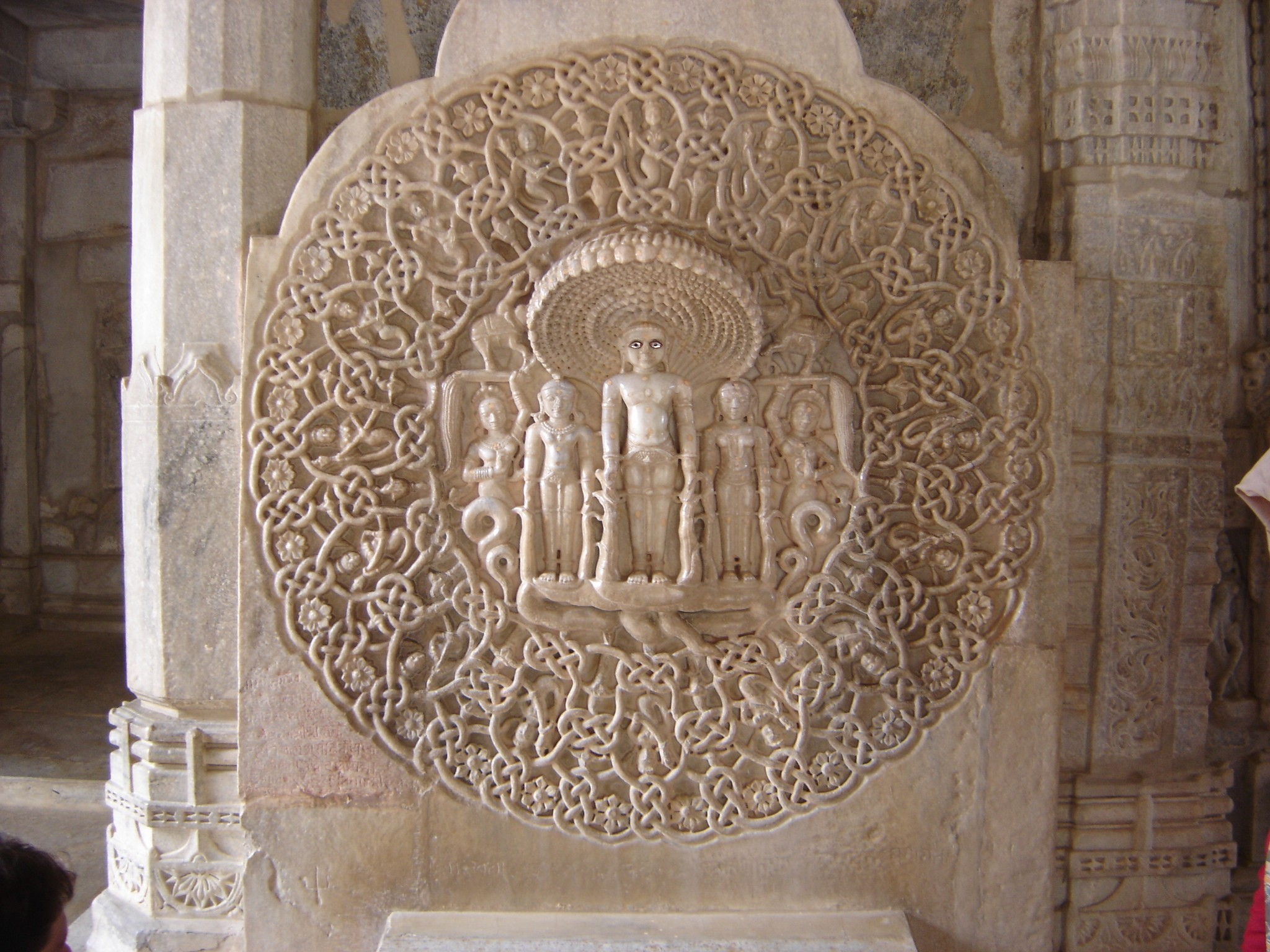
Pârshvanâtha, le 23e et avant-dernier Tîrthankara, reconnaissable aux serpents qui le protègent, au-dessus de sa tête (sept au minimum). Ranakpur.

Le karma est le mécanisme de cause à effet en vertu duquel toutes les actions ont des conséquences auxquelles on ne peut se soustraire. Dans le jaïnisme, le karma est perçu comme une énergie, un amas omniprésent et absolument imperceptible de particules qui s'assimilent plus ou moins à l'âme (âtman) : plus la créature produit des actes violents, paroles blessantes et pensées visant à manipuler autrui, nuire à une vie, plus son âme est polluée de « particules karmiques » qui l'alourdissent et la font sombrer dans le cycle des réincarnations, en tant que créatures aux destinées difficiles ou les enfers situés en bas de l'univers, l'éloignant du sommet de l'univers où siège le nirvâna. Ledit karma a pour résultat de maintenir le jîva dans une suite ininterrompue d'existences durant lesquelles il va souffrir jusqu'à un certain degré. Ainsi, la libération du cycle des transmigrations implique le rejet du karma, la destruction de celui existant et l'évitement de la constitution de nouveau.

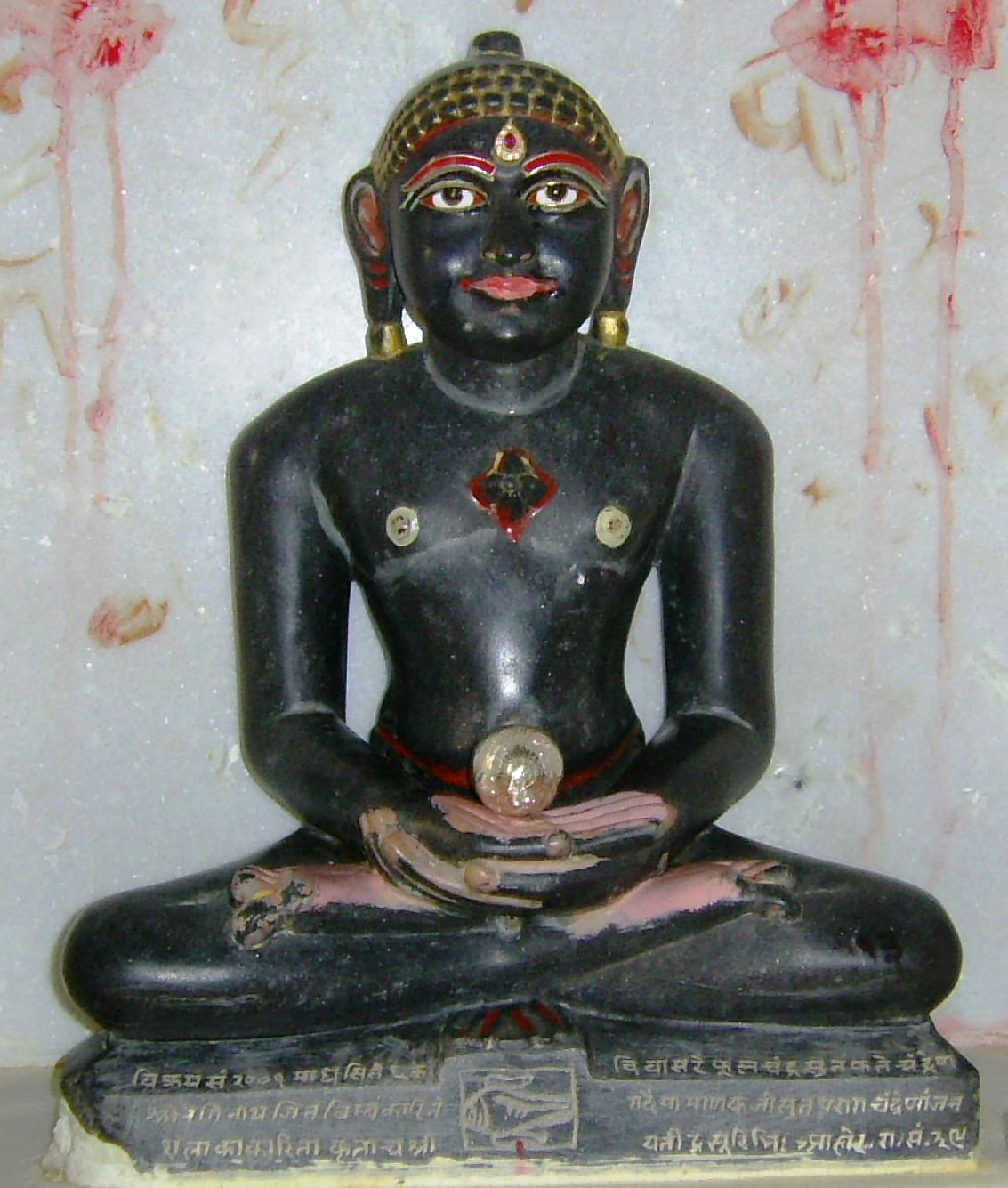
Néminâth, 22e tîrthankara du jaïnisme, cousin du Seigneur Krishna, il fut son gourou (« maître » enseignant) selon le Kalpa-Soûtra. Il renonça à se marier pour libérer les animaux enfermés en vue d'être tués pour le repas fêtant son union avec la princesse Rajul. Moine pendant une ascèse de 54 jours, il devint libéré au Mont Girnar.

Au moment d'une mort sans karma, le jîva flotte vers le haut, exempt de tout pudgala, libéré de la condition humaine, exempt de toutes futures réincarnations. Il s'élève au-dessus de l'univers dans un endroit appelé Siddhashila. Là, identique à tous les autres jîva purs, il peut enfin éprouver sa vraie nature dans un calme éternel, dans un bonheur parfait. Il est alors totalement pur et libéré. La manière d'effacer le karma acquis consiste à se retirer du monde autant que faire se peut et à fermer le canal des sens pour empêcher toute matière karmique d'entrer et d'adhérer au jîva.
Dans leurs efforts d'atteindre le but le plus élevé qu'est le retrait permanent du jîva de toute souillure due à la matière karmique, les jaïns ne croient pas qu'un esprit ou un être divin peut les aider de quelque façon que ce soit (néanmoins, dans la pratique populaire, beaucoup de jaïns vénèrent des divinités brahmaniques, hindoues, pour en obtenir des bienfaits, la résolution de leur problème ou par amour cultuel pour cette divinité ; cela n'est pas interdit par le jaïnisme, la doctrine jaïne de la « multiplicité des points de vue », anekantavada, ordonnant la tolérance en matière de croyances, d'opinions et de philosophies de vie). Le jaïnisme considère que les dieux, les êtres célestes (deva, devî), peuvent influencer les évènements de ce monde mais qu'ils ne peuvent pas aider les jîva à obtenir leur libération. Celle-ci ne peut être réalisée que par les efforts soutenus de chaque individu. En fait, les dieux (les êtres célestes) ne peuvent obtenir leur propre libération qu'à la condition d'avoir été au préalable réincarnés sous forme d'êtres humains et d'avoir suivi le mode de vie des ascètes jaïns, théorie proche de celle que l'on trouve dans l'hindouisme avec la philosophie Samkhya-Yoga.

### Fruits de la non-violence et de la violence

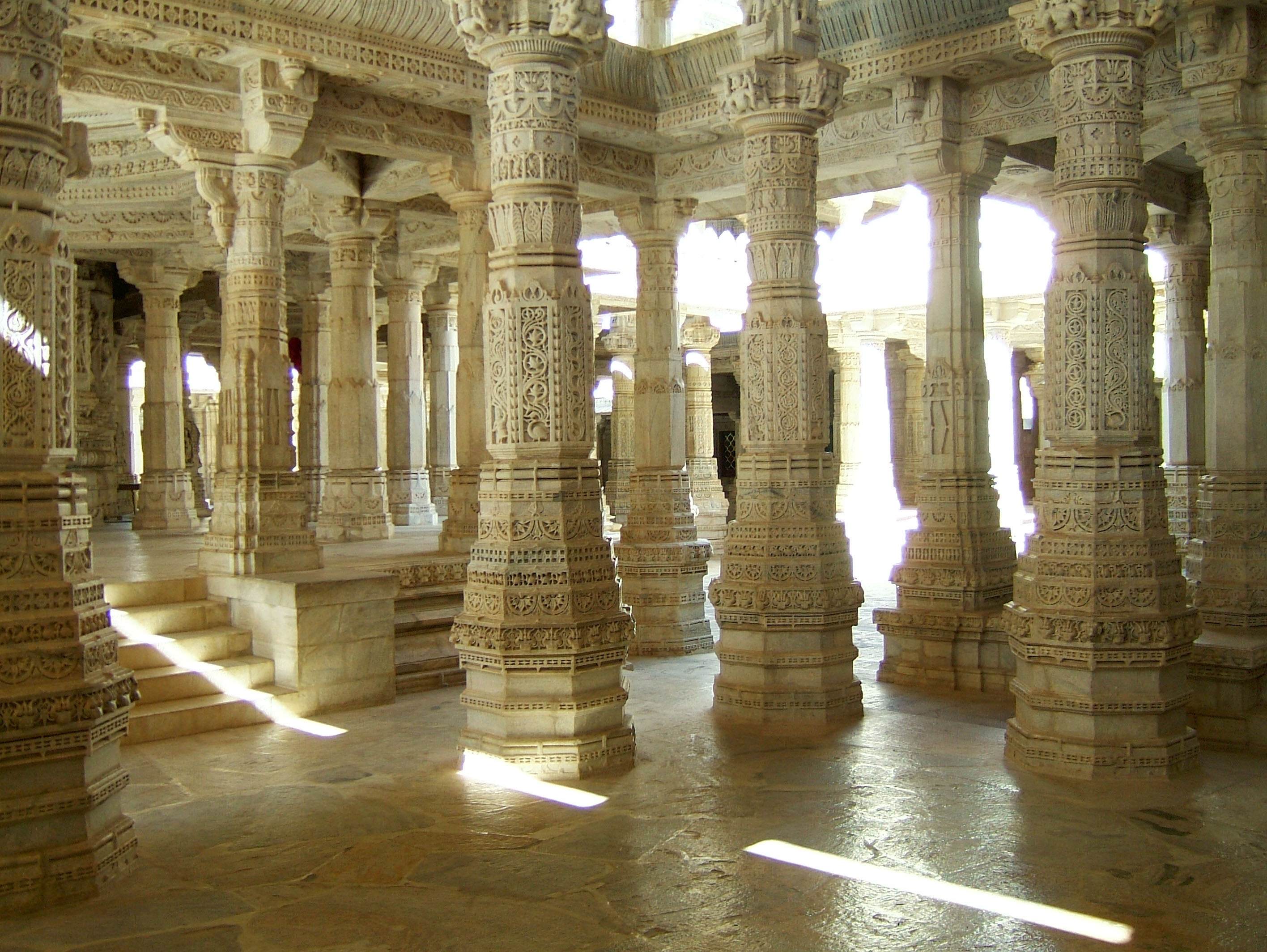
Temple jaïn ; les objets en cuir ou autres produits non-végétariens y sont strictement interdits d'entrée.

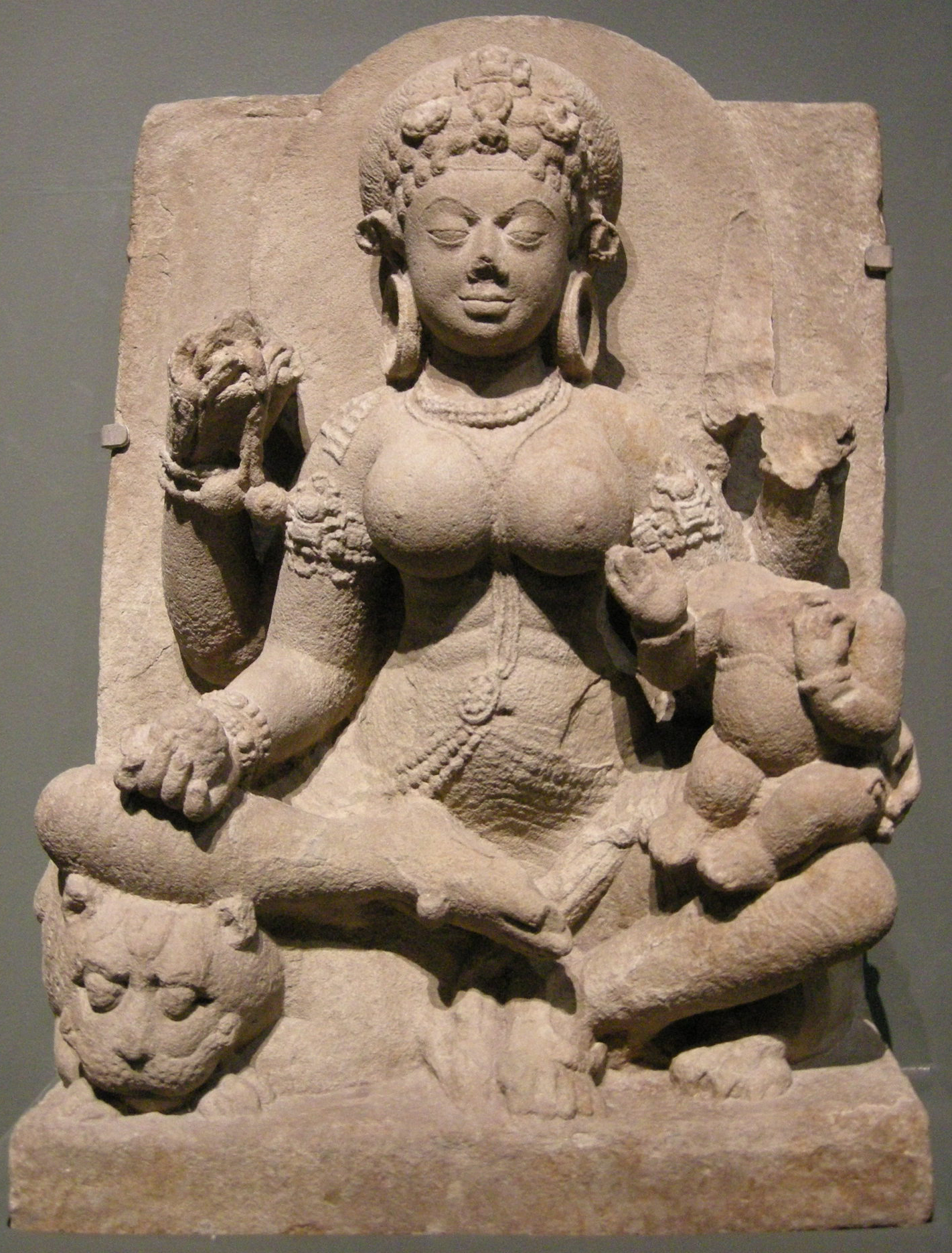
Ambikâ, une yakshini, déesse protectrice jaïne du 22e tîrthankara, Neminath.

Les conséquences du karma sont inévitables. Les conséquences peuvent prendre du temps pour entrer en vigueur mais le karma n'est jamais stérile. Pour expliquer ceci, un moine jaïn, Ratnaprabhacharya, déclarait :

« La prospérité présente d'un homme vicieux et la misère actuelle d'un homme vertueux sont respectives, mais viennent des effets de bonnes actions et de mauvais actes faits antérieurement. Le vice et la vertu peuvent avoir leurs effets dans les vies suivantes. De cette façon, la loi de causalité n'est pas violée ici. »

Le karma latent devient actif et porte des fruits quand les conditions favorables, pour l'accomplissement du karma, surgissent. Une grande partie de karma attiré porte ses conséquences avec des effets passagers mineurs, car généralement la plupart de nos activités sont influencées par des émotions négatives douces. Cependant, les actions, qui sont influencées par des émotions négatives intenses, causent un attachement karmique également fort et qui ne porte pas d'habitude de fruits immédiatement. Il prend un état inactif et attend des conditions favorables à son accomplissement (tel le temps, le lieu et l'environnement) pour surgir et se manifester, pour enfin produire des effets. Si les conditions favorables à l'accomplissement du karma ne surgissent pas, les karmas respectifs se manifesteront à la fin de la période maximale pendant laquelle le karma peut rester attaché à l'âme. Ces conditions favorables pour l'activation de karmas latents sont déterminées par la nature des karmas, l'intensité de l'engagement émotionnel au moment de l'attachement des karmas et de notre relation réelle au temps, au lieu, à l'environnement. Il y a certaines lois de préséance parmi les karmas, selon lesquels la réalisation de certains des karmas peut être reportée, mais non absolument annulée.

### Catégories du vivant
Le karma est hiérarchisé en fonction de l'être blessé. Toute vie doit être protégée. Une classification a cependant été établie : plus la créature a une sensibilité importante, plus une violence à son encontre est grave ; un végétal, ne possédant que le sens du toucher, n'est donc pas mis au même niveau qu'un mammifère doté de sens multiples, même si l'âme des créatures est essentiellement la même, la non-violence étant basée sur le principe d'égalité. Il est important d'être végétarien pour éviter d'être source de violence envers les jiva (vies, êtres vivants).

### Précisions sur les différentes façons d'engager la violence

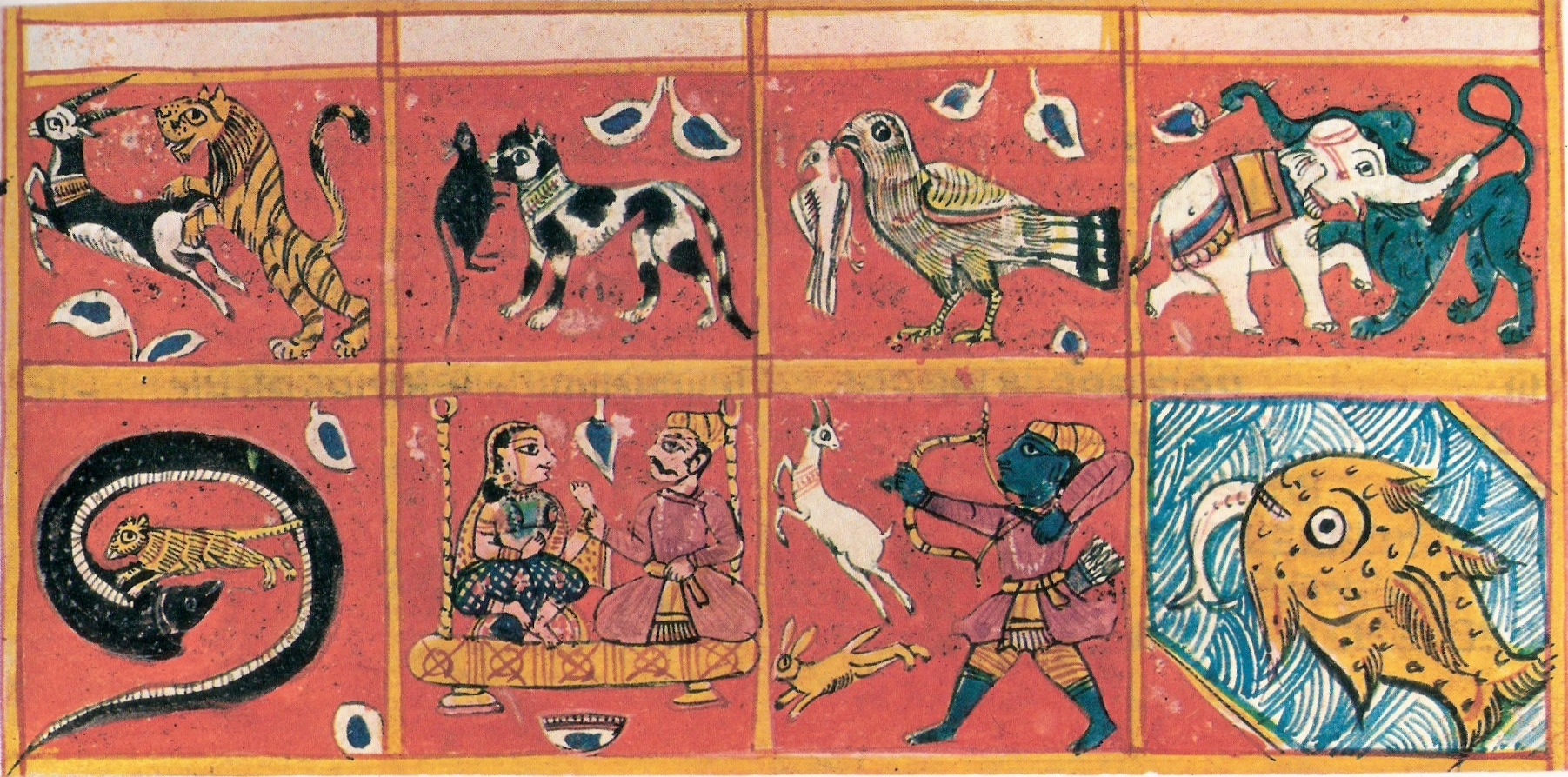
Gouache du XVIIe siècle, originaire du Gujarat, dépeignant différentes violences (chasse, lutte, consommation de chair animale, abus sexuel).

Il serait faux de conclure que la non-violence, l’ahimsâ, interdit seulement la violence physique. Un texte jaïn déclare : « avec les trois moyens de punition – pensées, mots, actes – vous ne blesserez aucun être vivant. » En fait, la violence peut être commise par la combinaison des quatre facteurs suivants :
1. Le concours de nos actions. Nous pouvons commettre la violence par
  1. Le corps (l'organisme), c'est-à-dire l'action physique,
  2. Le discours, c'est-à-dire l'action verbale, ou
  3. L'esprit, c'est-à-dire des actions mentales.
2. Le processus engageant la violence. Ceci inclut : si vous
  1. Décidez seulement ou planifiez d'agir,
  2. Faites des préparatifs d'actes, par exemple comme le rassemblement de matériels nécessaires à un vol ou d'armes, ou
  3. Commencez en réalité l'action violente.
3. La modalité de notre action, y compris si nous
  1. Commettons la violence (directement),
  2. Incitons d'autres à effectuer la violence envers une créature, ou
  3. Donnons notre approbation silencieuse à la violence.
4. La motivation de l'action violente. Ceci inclut les émotions négatives suivantes que la violence a motivées :
  1. Colère (s'emporter verbalement/directement ou mentalement/indirectement avec le désir de violenter une créature),
  2. Avidité (s'approprier quelque chose avec le désir de violenter une créature),
  3. Fierté (se glorifier de son statut avec le désir de violenter une créature),
  4. Manipulation ou duperie (leurrer par quelque moyen avec le désir de violenter une créature).

### Le pardon
À travers l'Ahimsâ, la non-violence, est enseigné le pardon ; ce principe pousse à pratiquer le pardon. Le jaïnisme a pour mantra principal le Namaskara Mantra, il existe cependant des phrases pour demander pardon, dans le but d'effacer ses péchés (ashatanas) c'est-à-dire brûler son mauvais karma pour atteindre l'éveil, le moksha. La cérémonie du pardon se nomme Kshamapana ; elle a lieu une fois dans l'année lors d'un festival, différent suivant l'ordre auquel le croyant est rattaché. Le pardon est un point important du dharma jaïn. Voici un mantra de demande de pardon, :
| Khâmemi Savva Jive     | Je pardonne tous les êtres vivants ;  |
| Savve Jivâ Khamantu me | Que toutes les vies me pardonnent ;   |
| Mitti me Savva Bhuesu  | Toutes les créatures sont mes amies ; |
| Veram Majjha Na Kenai  | Aucune vie n'est mon ennemie ;        |
| Michchhami Dukkhadam   | Que la douleur soit détruite.         |

La demande de pardon est capitale, car le pardon est une des qualités principales que doivent cultiver les jaïns. Mahâvîra a déclaré à ce sujet :

« En pratiquant prāyaṣcitta (le repentir), une âme se débarrasse de péchés et ne commet aucune transgression ; celui qui pratique correctement prāyaṣcitta gagne un chemin et la récompense du chemin, il gagne la récompense de la bonne conduite. En priant pour le pardon il obtient le bonheur de l'esprit ; ainsi, il acquiert une disposition bienveillante envers toutes sortes d'êtres vivants ; par cette disposition bienveillante il obtient la pureté de caractère et se libère de la crainte. »

— Uttarādhyayana Sūtra 29:17–18.

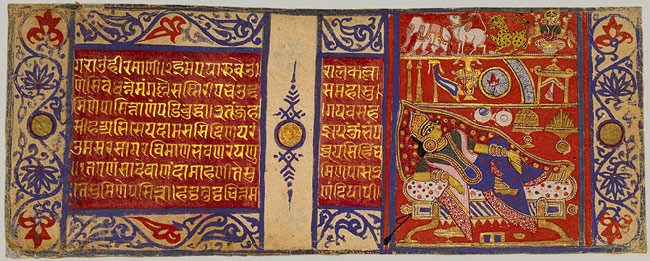
Enluminure jaïne de 1465, représentant les rêves d'une mère de Jina, dans le Kalpa-sutra.

Même le code de conduite des moines exige que les moines demandent pardon pour toutes leurs transgressions :

« Si parmi des moines ou des nonnes advient une querelle ou un conflit, ou la dissension, le jeune moine doit demander pardon à ses supérieurs et le supérieur au jeune moine. Ils doivent pardonner et demander pardon, apaiser et être apaisé et s'entretenir sans contrainte. Pour celui qui est apaisé, il y aura le succès (dans le contrôle) ; pour celui qui n'est pas apaisé, il n'y aura aucun succès ; donc, il faut apaiser son soi. « Pourquoi tout cela a-t-il été précisé ? La paix est l'essence du monachisme ». »

— Kalpa Sūtra 8:59.

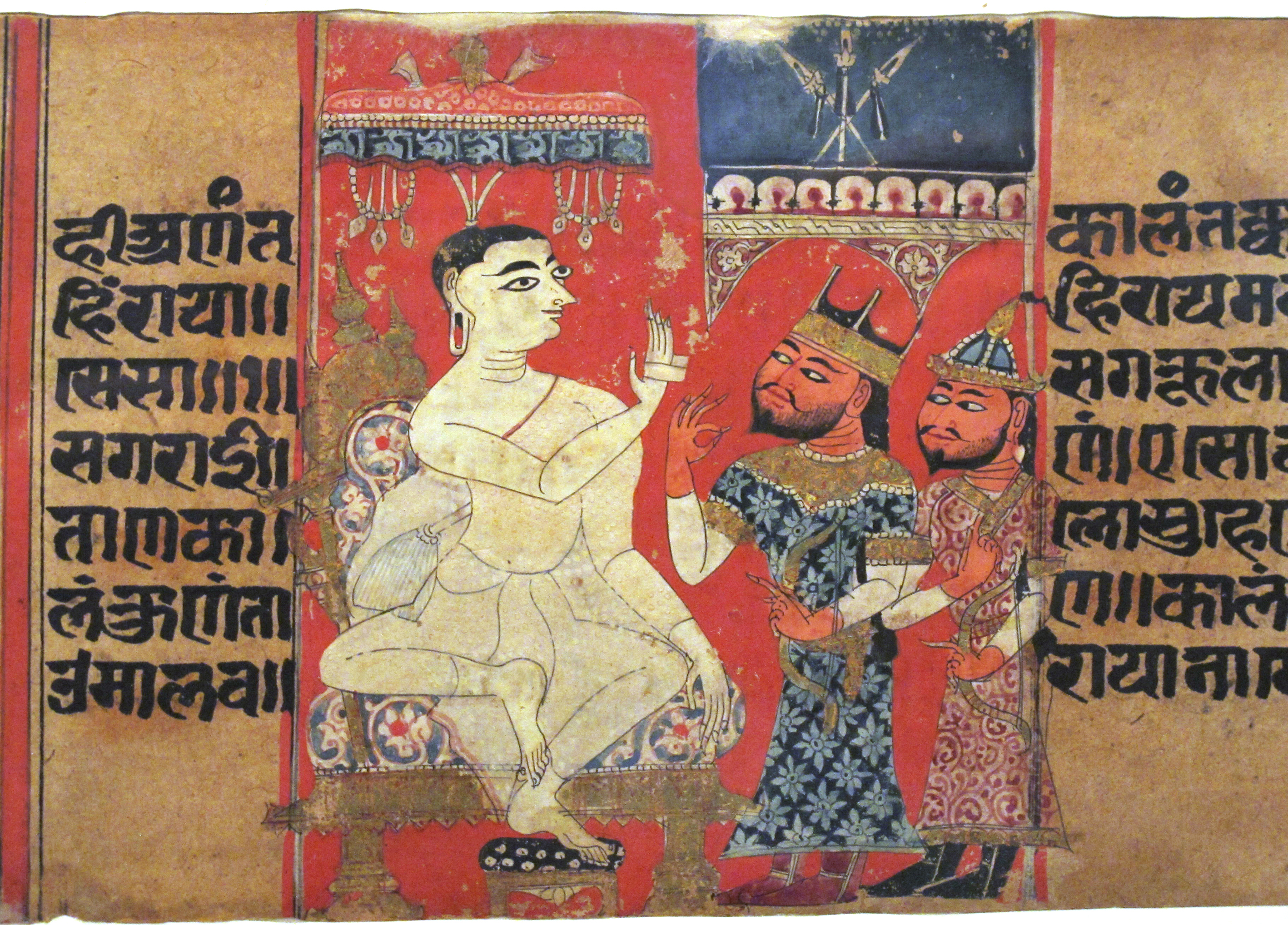
Exemple d'enluminure jaïne, tirée du Kalpa Sutra.

Il y a aussi le Iryavahi sutra, texte jaïne demandant pardon à tous les êtres vivants pour les avoir lésés lors d'activités quelconques :

« Pouvez vous ceci, ô Révéré ! Permettez-moi la grâce de ce qui va suivre. Je voudrais avouer mes péchés engagés en me déplaçant. J'honore votre permission. Je désire me délier des péchés en les avouant. Je cherche le pardon de tous ces êtres vivants que j'ai torturés en marchant, en allant et venant, en mettant le pied sur un quelconque organisme vivant – des graines, l'herbe verte, des gouttes de rosée, des fourmilières, la mousse, l'eau vivante, la terre vivante, la toile d'araignée et d'autres créatures. Je cherche le pardon de tous ces êtres vivants, qu'ils aient – un sens, deux sens, trois sens, quatre sens ou cinq sens. Tous ceux qui ont été victimes d'un coup de pied, couverts par la poussière, frottés au sol, mis en collision avec d'autres, mis sens dessus dessous, torturés, effrayés, changés d'un endroit à un autre ou tués et privés de leur vie. En avouant ces actes, puis-je être délié de tous ces péchés. »

### Quatre vertus du jaïnisme

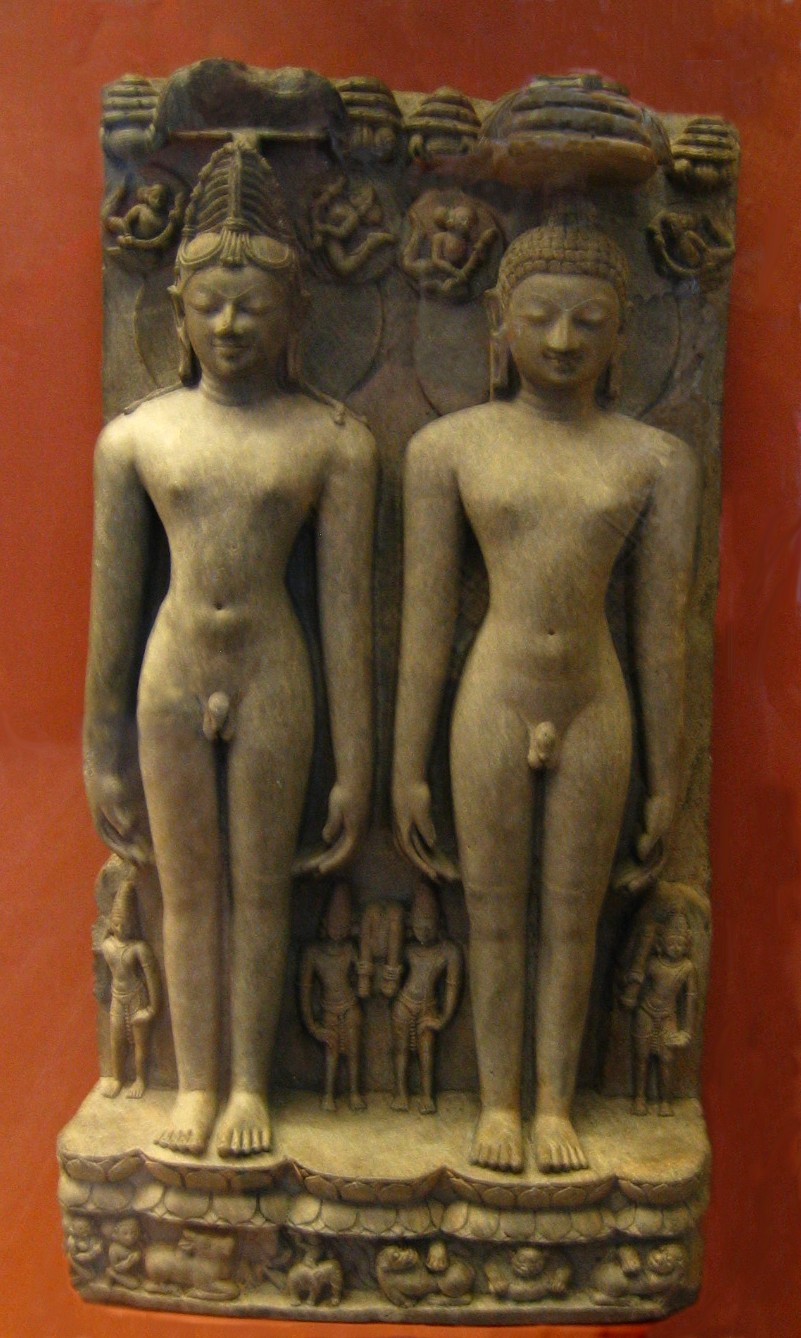
Deux sculptures de Tirthankaras, le premier, Adinath, et le dernier et vingt-quatrième, Mahavira.

Le disciple jaïn doit méditer et pratiquer les quatre vertus suivantes qui sont à la base des cinq grands vœux :
1. Maitrî : l'Amitié pour tous les êtres vivants.
2. Pramoda : la Joie de voir des êtres plus avancés que soi sur la voie de la libération (Moksha) du cycle des réincarnations.
3. Kârunya : la Compassion pour les créatures qui sont malheureuses.
4. Mâdhyasthya : la Tolérance[41] (ou Indifférence, se tenir au centre comme le Purusha) envers ceux qui sont discourtois ou qui se conduisent mal.

#### Absence d'orgueil
Les quatre vertus du jaïnisme, qui sont aussi celles du Râja-yoga (amitié pour les êtres, joie, compassion et tolérance/indifférence envers les désagréables) sont en lien direct avec l'absence d'orgueil, qui est la base de la Foi juste (premier joyau du jaïnisme, avec la Connaissance juste et la Conduite juste) : l'absence d'orgueil permet d'éviter de fausser sa propre vision et de trahir l'Ahimsâ (Non-violence) ; les huit sortes d'orgueil à éviter sont :
1. l'orgueil de son savoir (jnâna)
2. l'orgueil de son culte (pûjâ)
3. l'orgueil de sa famille (kula)
4. l'orgueil de sa classe, naissance, communauté et de ses relations (jâti)
5. l'orgueil de son pouvoir ou de sa force (bala)
6. l'orgueil de sa richesse, de ses biens, de ses réalisations (riddhi)
7. l'orgueil de ses pénitences ou de ses austérités religieuses (tapa)
8. l'orgueil de son corps, de sa personne, de sa beauté ou de son apparence (vapush).

### Alimentation non violente
D'après Matthieu Ricard, le jaïnisme est la seule grande religion à avoir « toujours prescrit le strict végétarisme et la non-violence absolue envers tous les animaux ».
Outre les cinq petits vœux du laïc, les vertus de base du jaïn s'incarnent dans l'abstention de consommer les « trois M » que sont :
1. mâmsa (la viande, la « chair » des créatures),
2. madya (le vin), et
3. madhu (le miel).

Afin de réduire au minimum les dommages aux êtres vivants, une abstinence totale de ces « trois M » est préconisée (la viande est considérée comme une source infinie de violence – contraire à l'ahimsâ –, de maltraitance (la maltraitance suprême étant le fait de tuer), et est rejetée totalement en tout premier lieu). Les jaïns, qu'ils soient laïcs ou moines, en leur très grande majorité, sont lacto-végétariens, c'est-à-dire pratiquent un végétarisme qui inclut les laitages, mais exclut la consommation d'œufs, de miel, et l'achat d'objets en cuir : c'est un végétarisme comparable à celui pratiqué par les brâhmanes et les hindous pieux, et visant à ne point porter préjudice à la liberté des animaux ni à sa propre santé (boire du lait est un acte religieux considéré comme purificateur, en Inde, et participe, entre autres, à la sacralité de la vache).
Ainsi, dans le Tirukkural, ouvrage classique en langue tamoule du poète antique Tiruvalluvar (considéré par certains lettrés comme jaïn, mais par d'autres comme hindou shivaïte, ou vishnouïte), les mangeurs de viande sont critiqués en ces termes :

« 256. Si le monde n'achetait ni ne consommait de la viande, personne n'abattrait de créatures et il n'y aurait aucune viande à vendre. »

Les jaïns excluent également de leur alimentation toute production d'origine animale, ainsi que les légumes et végétaux ayant des racines dans le sol afin d'éviter de tuer des vers de terre en les arrachant mais aussi parce que consommer une racine induit de tuer la plante entière, la non-violence s'appliquant aussi envers les végétaux selon les jaïns du groupe Agarwal   ; cette abstinence de la consommation de racines concerne avant tout les moines, ascètes, comme c'est le cas dans l'hindouisme, et est symbolique (il n'y a pas de système nerveux dans un végétal, comme c'est le cas chez les animaux, réalité de la sensibilité différente entre le règne animal et le règne végétal que n'ont jamais ignorée les philosophes jaïns) : manger des racines fait partie des « aléas » de la vie mondaine, vie non ascétique ou extra-sociale, chez les laïcs jaïns : les jaïns du Tamil Nadu, qui sont ethniquement d'anciens aborigènes de cette partie de l'Inde, sont souvent agriculteurs, ouvriers, et consomment des racines. Il en est de même pour les jaïns de la branche shvétâmbara térapantha (moines jaïns vêtus de blanc et non-vénérateurs d'idoles).

#### Le jeûne
Le jeûne est une purification sacrée dans le jaïnisme ; le jeûne est pratiqué par les seuls volontaires : il n'est jamais obligatoire, la seule pratique obligatoire pour le laïc jaïn étant de s'abstenir de violence intentionnelle envers les créatures, directement et indirectement (en le commandant à d'autre ou par consentement). Il vise à se purifier des karma négatifs issus des actes violents des vies passées, particules karmiques qui pèsent sur l'âme et l'éloignent du nirvâna (le nirvâna est, dans le jaïnisme, perçu comme étant au sommet de l'univers, l'univers étant vu comme un corps humain gigantesque, un macrocosme au sein d'un espace infini et couronné par ce nirvâna peuplé d'une infinité d'âmes libérées). Le jeûne jaïn ne doit en aucun cas conduire à la mort :

« affamer ou ne pas nourrir quand il le faut, constituent aussi des formes de violence et, comme telles, doivent être bannies. »

De plus, le suicide étant une violence extrême (une mise à mort), il est totalement proscrit dans le jaïnisme, les cas de sallekhana (abandon de la vie par renoncement à la nourriture) ne sont réservés qu'au moine le désirant, lorsqu'il est atteint d'une maladie incurable, ou est extrêmement âgé, et après concertation collective des moines pour l'y autoriser et accompagner l'agonisant dans la prière et le soutien moral.

### Refus de la vivisection (expérimentation sur les animaux)
Étant contraire à l'ahimsâ, les moines et nonnes jaïns s'opposent à la vivisection, l'expérimentation sur les animaux. En effet, la médecine créée par les brâhmanes et les jaïns se nomment Ayurvéda ; Tcharaka est l'auteur légendaire des traités de cette médecine : à la fois brâhmane et yogui (donc pratiquant l'ahimsâ comme un jaïn laïc), il a écrit ses ouvrages, selon la Tradition hindoue, par le seul biais de la réflexion, de l'observation méditative, de la contemplation des créatures, de la Nature et des correspondances entre les choses et les êtres, sans volonté de nuire à la moindre vie ; Tcharaka cite de nombreux fois des types de chairs animales qui seraient bonnes pour telle ou telle maladie à guérir ; non pas que Tcharaka abandonne son végétarisme (jaïn ou brahmanique, on ignore quelque peu sa religion, comme le poète tamoul Thiruvalluvar), mais il a tiré ses conclusions, qui se veulent encyclopédiques, par l'observation de la nature et de l'alimentation des animaux mêmes, ce qui lui a permis de tirer des conclusions sur les humeurs qui peuplent ces animaux, et donc les conséquences (positives ou négatives) qu'auraient leur consommation sur tel ou tel malade, laissant au lecteur le choix moral final à faire ; en effet, qu'un Traité déclare qu'un animal est consommable, pour des raisons rituelles, médicales, etc., ne veut pas dire pour autant que le jugement moral ne peut prendre le dessus, n'est pas la priorité ; le Kâmasûtra de Vâtsyâyana expose cet état d'esprit :

« 41. (...) L'affirmation qu'il y a « un texte pour cela » ne justifie pas une pratique. Les gens devront comprendre que le contenu des textes a une portée générale, mais chaque pratique réelle convient à une région particulière. 42. La science médicale, par exemple, prescrit de cuisiner jusqu'à la viande de chien, pour leur jus et leur virilité ; mais qui d'intelligents voudrait en manger ? »

— Vâtsyâna Mallanâga, Kâmasûtra, livre 2, chapitre 9.
Ce faisant, l'Ayurvéda est la seule médecine qui ne s'est jamais basée sur l'expérimentation sur des animaux, refusant tout type de vivisection, et même tout type de dissection ; la médecine indienne a découvert la circulation sanguine sans l'aide de cela ; contrairement à la médecine occidentale médiévale qui s'est basée sur les saignées pour harmoniser, pensait-on, les humeurs (ou par les prises de sang, aujourd'hui), la médecine indienne (à laquelle de nombreux jaïns ont participé) est basée sur la prise du pouls par un docteur qualifié, qui est la pierre angulaire de sa pratique médicinale pour évaluer les humeurs (dosha) et la nature atypique du patient, afin de lui donner des médicaments (non produits de vivisections), massages ou sudations appropriés (si nécessaire), et surtout, un régime alimentaire sain, la médecine indienne considérant que la plupart des troubles viennent d'une alimentation qui ne correspond pas à la nature du patient ; le lacto-végétarisme (ou « végétarisme hindou ») est défendu par le jaïnisme comme une excellente base pour avoir un corps et un esprit sain, au même titre que les choix moraux
.
Prenant appui sur le fait que tous les tîrthankara ont abandonné leur statut de princes (comme le fit, plus tard, Siddhartha Gautama, le Bouddha), car lié indirectement à la mise à mort d'animaux ou d'hommes, pour devenir ascète itinérant sans aucune possession, les moines et nonnes jaïns demandent d'abandonner une pratique si l'on se rend compte qu'elle est liée, même indirectement, à la violence envers les créatures (spécialement envers les humains et les autres mammifères, les oiseaux et les reptiles).

### Refus des activités cruelles
Le viol collectif, les corridas (espagnoles ou tamoules), les cirques avec encagements d'animaux, les chasses (pour le loisir ou non), la pêche (pour le loisir ou non), l'espionnage en vue de nuire (hors d'un cadre juridique) et les organisations de combats de coqs ou de chiens, etc., sont strictement prohibés au sein du jaïnisme, puisque en opposition flagrante avec l'ahimsâ à pratiquer.

### Refus des fourrières et S.P.A. de type occidental
Les fourrières et les S.P.A. de type occidental, toutes pratiquant la mise à mort des chiens et des chats par injection létale ou par gazage sur les animaux vus comme étant en surplus, ne sont pas considérées comme respectant les animaux et l'ahimsâ, et ce, malgré leur prétention affichée, par les moines et nonnes jaïns ; que les animaux puissent vivre librement leur vie d'animal est le minimum de respect envers eux, selon le jaïnisme.
En Inde, dans les villes saintes du jaïnisme, non seulement les chiens, poules et cochons vivent et se déplacent librement dans les rues et la campagne, mais sont nourris par les jaïns et hindous pieux, leur mettant les restes de leurs repas au bas de la porte d'entrée de leur maison (pratique du bali, offrande aux bhoûta, créatures et fantômes, devoir au sein de l'hindouisme orthodoxe ). Les cadavres des bovins morts de mort naturelle, laissés en état de décomposition dans la nature (puisqu'aucun hindou ni jaïn ne vont les manger), servent de surplus de nourriture aux chiens libres.

### Refus de la violence routière
Les moines et nonnes jaïns refusent d'utiliser des moyens de transports : non seulement les voitures, bus, trains, avions, mais aussi de monter sur un âne ou un cheval pour aller et venir. 
Tous les moines et nonnes jaïns circulent uniquement à pieds, non seulement pour éviter au maximum de tuer des insectes (tous nécessaires à l'équilibre écologique planétaire) ainsi que les autres animaux sur leur route, mais aussi pour montrer l'exemple aux non-moines jaïns, afin qu'ils épargnent eux aussi, dans leur déplacement, les créatures, tout particulièrement les hommes et les autres mammifères, les oiseaux et les reptiles (serpents qui sont très vénérés par les hindous), en ayant une conduite souple et lente, ou en prenant des moyens de transports peu rapides et peu dangereux envers autrui, ou tout simplement en se limitant à un territoire de vie donné, afin de ne pas encombrer les routes et de se parfaire en réalisant quelque ascèse « stable et agréable » (selon les mots de Patanjali dans son Yoga-Soûtra), comme les postures (asana), méditations, jeûnes, constructions de temples, de refuges, etc., participant à l'embellissement du monde et à son enracinement dans la non-violence envers tous les êtres (coups de klaxon agressifs et pétarades, sont contraires à l'ahimsâ et « font fuir les dieux » et les animaux, ces derniers étant les vâhana des divinités jaïnes et brahmaniques).

## Deux sections principales du jaïnisme
Un schisme a eu lieu dans le jaïnisme aux alentours du IVe siècle avant notre ère, un schisme dû aux cultures locales, aux traditions existantes. La notion d'ascétisme n'était plus alors vue de la même manière : le 23e tîrthankara du jaïnisme, Pârshvanâth, permettait à ses disciples de porter deux pièces de vêtements. Il n'exigeait pas la nudité absolue comme ascèse pour atteindre le nirvâna, qui semble avoir été la règle monastique ancienne que Mahâvîra, 24e tîrthankara du jaïnisme, rétablit, et qui engendra ce schisme dans la communauté monastique, entre « jaïns vêtus de blanc » (shvetâmbara) et « jaïns vêtus d'espace » (digâmbara, qui est aussi un des noms du dieu Shiva), c'est-à-dire nus. Ce fut Keshin, strict adhérent de la doctrine de Pârshva Déva, qui s'opposa à Mahâvîra sur ce point, et fit prospérer le courant des moines jaïns vêtus de blanc . Ce faisant, il en résulte aujourd'hui encore deux courants majeurs dans le jaïnisme, deux branches : digambara et shvetambara. Cependant, chacun de ses ordres a aussi des sous-ordres propres ce qui donne au jaïnisme des croyances et pratiques diverses ; elles ne sont pour autant pas si différentes, car pour le jaïnisme qui défend ses théories de la relativité des points de vue et de l'appréhension nécessairement multiple du réel (théories nommées respectivement : Nayavada et Anekantavada), et qui sont des valeurs essentielles de la non-violence, le fait qu'il y ait différentes branches en son sein n'est pas un problème en soi, le jaïnisme considérant de plus que toutes les religions et philosophies possèdent à leur manière une part de la vérité, selon des voies différentes et dans un contexte  particulier.

### Divinités hindoues au sein du jaïnisme
Les jaïns vénèrent et ont chez eux, des divinités hindoues, brahmaniques, du moins ceux pratiquant l'adoration d'idoles (la majorité des jaïns) : les branches jaïnes et non-idolâtres des Sthânakâvaçî (chez les Shvétambar, moines jaïns vêtus de blanc) et des Târanapanthi (chez les Digambar, moines jaïns vivant nus, sans possession aucune) ne s'adonnent pas aux cultes des idoles, influencées par l'islam qui régna, un temps, en Inde, mais aussi en opposition avec les autres jaïns oubliant que l'essentiel du jaïnisme, c'est l'ahimsâ et l'ascèse qui s'ensuit, et non de simplement vénérer des représentations d'illustres vainqueurs ou divinités protectrices comme support de méditations (récitations de mantras, samyama, etc.). 
Pour les jaïns qui s'adonnent au culte des idoles, ou possèdent chez eux des œuvres de l'art sacré hindou par simple intérêt esthétique, ce sont surtout les grandes divinités brahmaniques, comme Ganesh, Lakshmî, Shiva, Vishnou, etc., qui sont privilégiées, et non les divinités de village (grama), vénérées parfois par des ritualistes violents (pratiquant des rituels sanglants en leur honneur) ; les jaïns ont développé un culte pour des divinités locales et protectrices typiquement liées au jaïnisme, comme celui du dieu villageois Nakoda, à Nakoda (en), au Rajasthan, très célèbre au sein des jaïns, ou encore le culte des yaksha et yakshini, divinités sylvestres et gardiennes du nirvâna des tîrthankaras, dont la plus célèbre est la yakshini Padmavati, avatâr de la Déesse Lakshmî, déesse de la beauté et de la fortune (destinée chanceuse et abondance matérielle).

## Pratiques religieuses jaïnes
En théorie, un laïc jaïn doit réciter le Namokar Mantra deux fois par jour (matin et soir), et pratiquer la méditation pendant 48 minutes (afin d'atteindre l'abolition de toute pensée, le samâdhi), pratiques qui doivent être accompagnées de la base éthique yoguique qu'est l'ahimsâ.
Les moines et nonnes jaïns ("'niggantha & nigganthi signifiant : "sans nœud" ou sans attache chez les śvetāmbara et "muni" pour les digambara), quant à eux, se consacrent au maximum à l'ascèse, consistant en méditation, jeûne, itinérance à pieds, don de son savoir (lors des Kumbh Mela jaïnes, « fêtes du pot »), etc., et fidèles, à tout instant, à l'ahimsâ, sans laquelle atteindre le nirvana est impossible.

## Éléments de démographie
Lors du recensement de 2011, il y avait 4,5 millions de jaïns en Inde (0,37% de la population totale), et l'on escomptait qu'il y en aurait environ 5 millions au recensement de 2021. Ils sont majoritairement concentrés (46%) dans l'ouest du pays, et sont souvent mieux éduqués et plus riches que l'ensemble des Indiens. 
Il est cependant difficile de comptabiliser le nombre exact de jaïns dans ce pays, car les adeptes déclarent souvent être simplement « hindous », du fait, entre autres, que les mariages mixtes entre jaïns et hindous sont nombreux. De plus, les non-moines jaïns, c'est-à-dire les laïcs jaïns, ont le même style de vie que les hindous pieux (port du tilak au front, régime végétarien, fréquentations de temples divers, etc.). 
On comptait environ 100 000 jaïns aux États-Unis en 2010 et il y en aurait 30 000 en Europe (principalement dans le Royaume-Uni),. 

### Prééminence féminine dans le jaïnisme
Depuis toujours, et bien que la plupart des tîrthankars jaïns soient de sexe masculin, les ordres monastiques jaïns sont majoritairement composés de femmes : à l'époque de Mahâvîra, la branche qu'il créa comportait 14 000 moines jaïns (sâdhou) pour 36 000 nonnes jaïnes (sâdhvi), 100 000 laïcs jaïns de sexe masculin (shrâvaka) pour 300 000 laïques jaïnes de sexe féminin (shravikâ) ; le jaïnisme a des règles de conduite qui sont exactement les mêmes que pour les hommes, et ne considère pas les femmes comme inférieures aux hommes (puisque toutes les créatures ont la même âme, le même souffle/âtman, le même Soi éternel sans naissance ni mort), et nombreuses furent celles qui s'illustèrent comme enseignantes et prédicatrices du jaïnisme.
Le premier tîrthankar de notre cycle, Rishabhanath, eut deux filles : Brâhmi et Sundari, et il leur déclara, pour leur signifier que leur vie serait féconde en étant éduquées corps et esprit :

« De même qu'un homme instruit est tenu en haute estime, par les personnes éduquées (par l'ahimsâ), de même une dame instruite occupe la position la plus élevée. »

— Adinath.

Selon la tradition jaïne et brahmanique, les femmes doivent apprendre soixante-quatre arts : la danse, le chant, la peinture, la musique, l'esthétique, l'ayurveda (médecine hindoue), etc.

La littérature du Karnataka est peuplée de brillantes écrivaines jaïnes, comme la poétesse Kânti (hautement considérée à la cour du roi Hoysaka Balla I, au XIIe siècle, et qui termina, en outre, les poèmes inachevés de Pampa) ; et au Tamil Nadu, la dame jaïne Avvaiyâra, la « Vénérable Matrone », est l'une des poétesse les plus admirées.

## En images

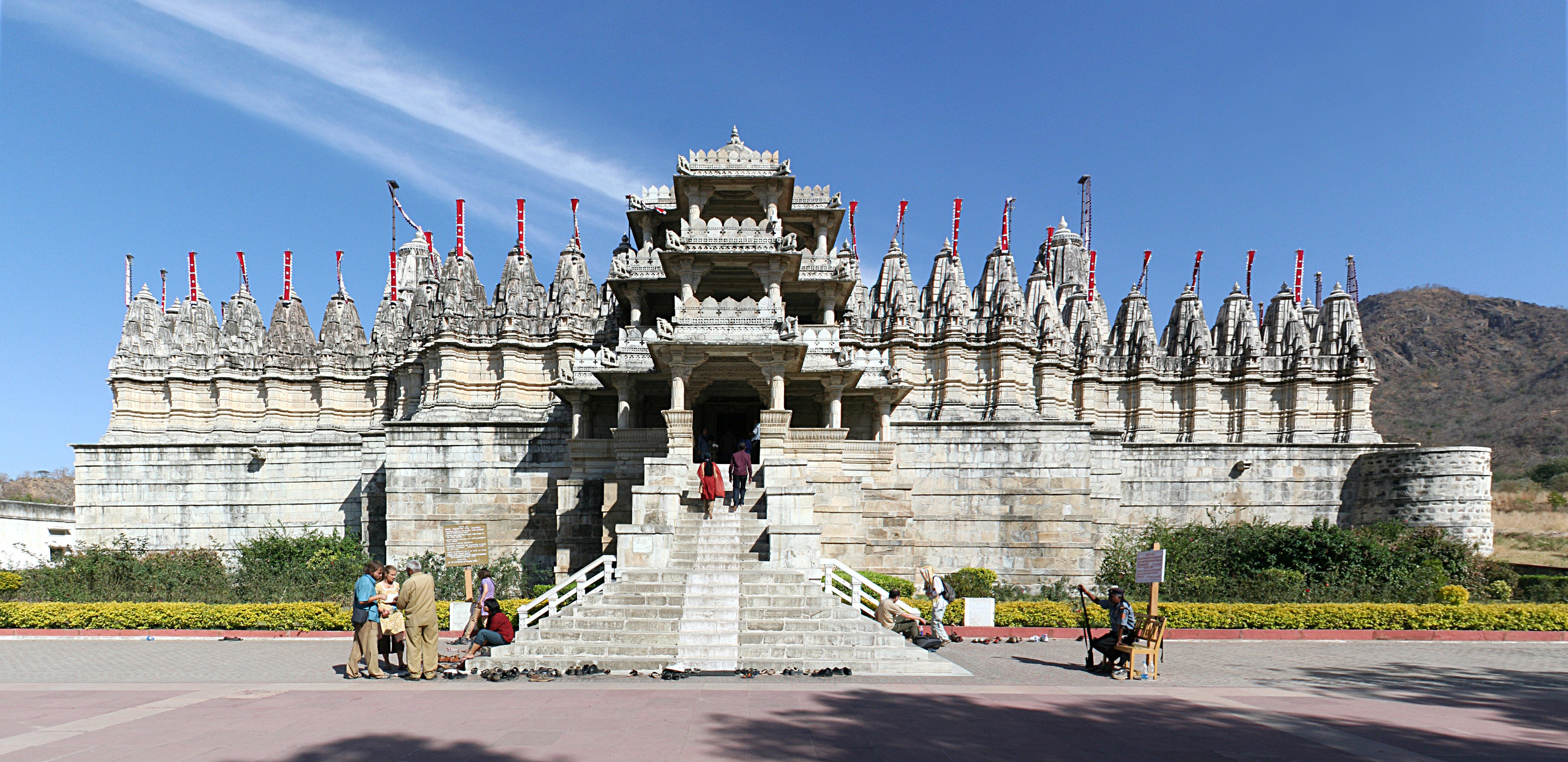
Extérieur du temple jaïn de Ranakpur.
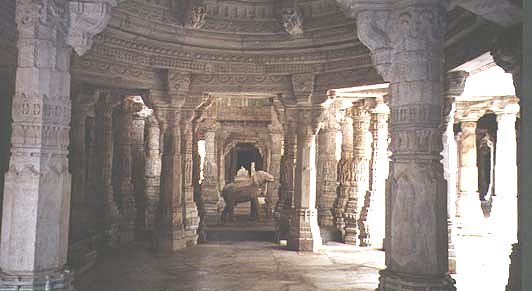
Intérieur du temple de Ranakpur.
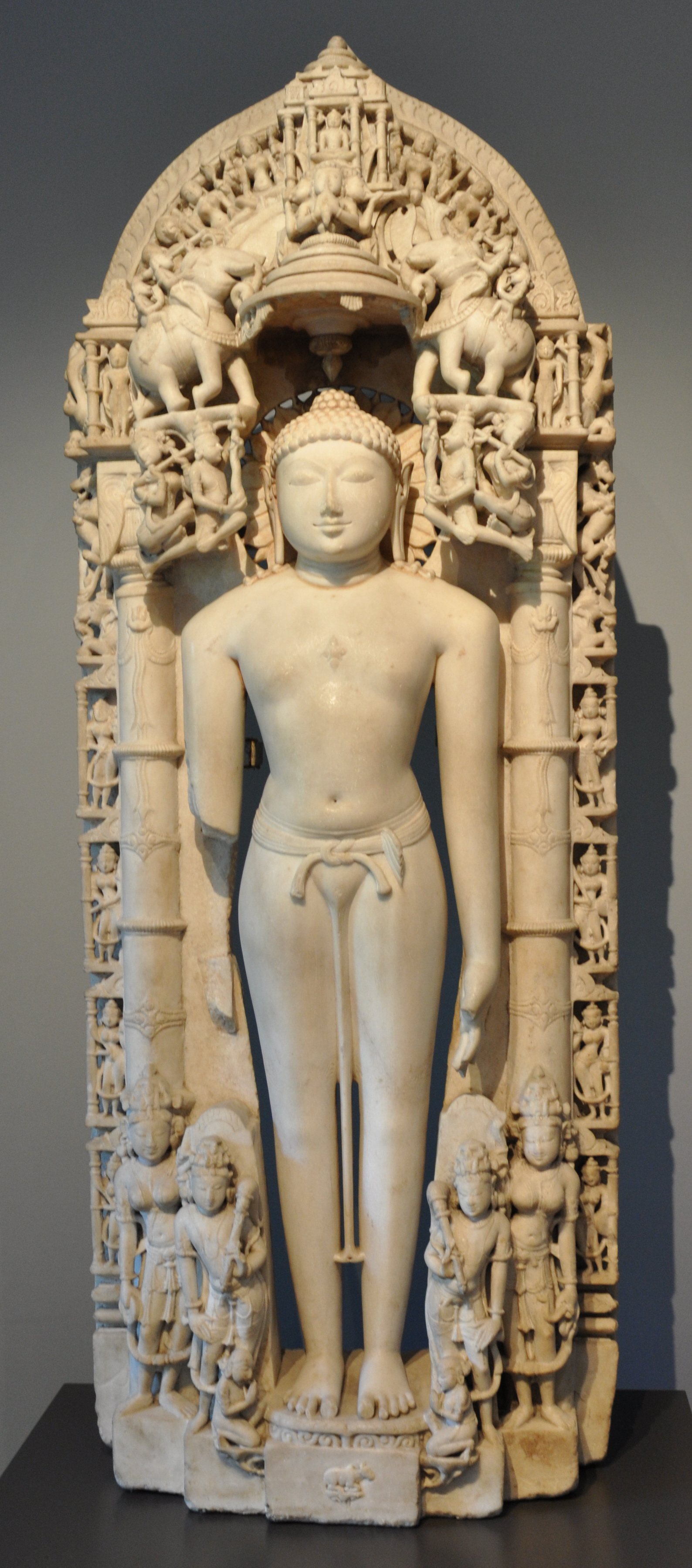
Une statue de Tirthankara : Rishabhanatha.
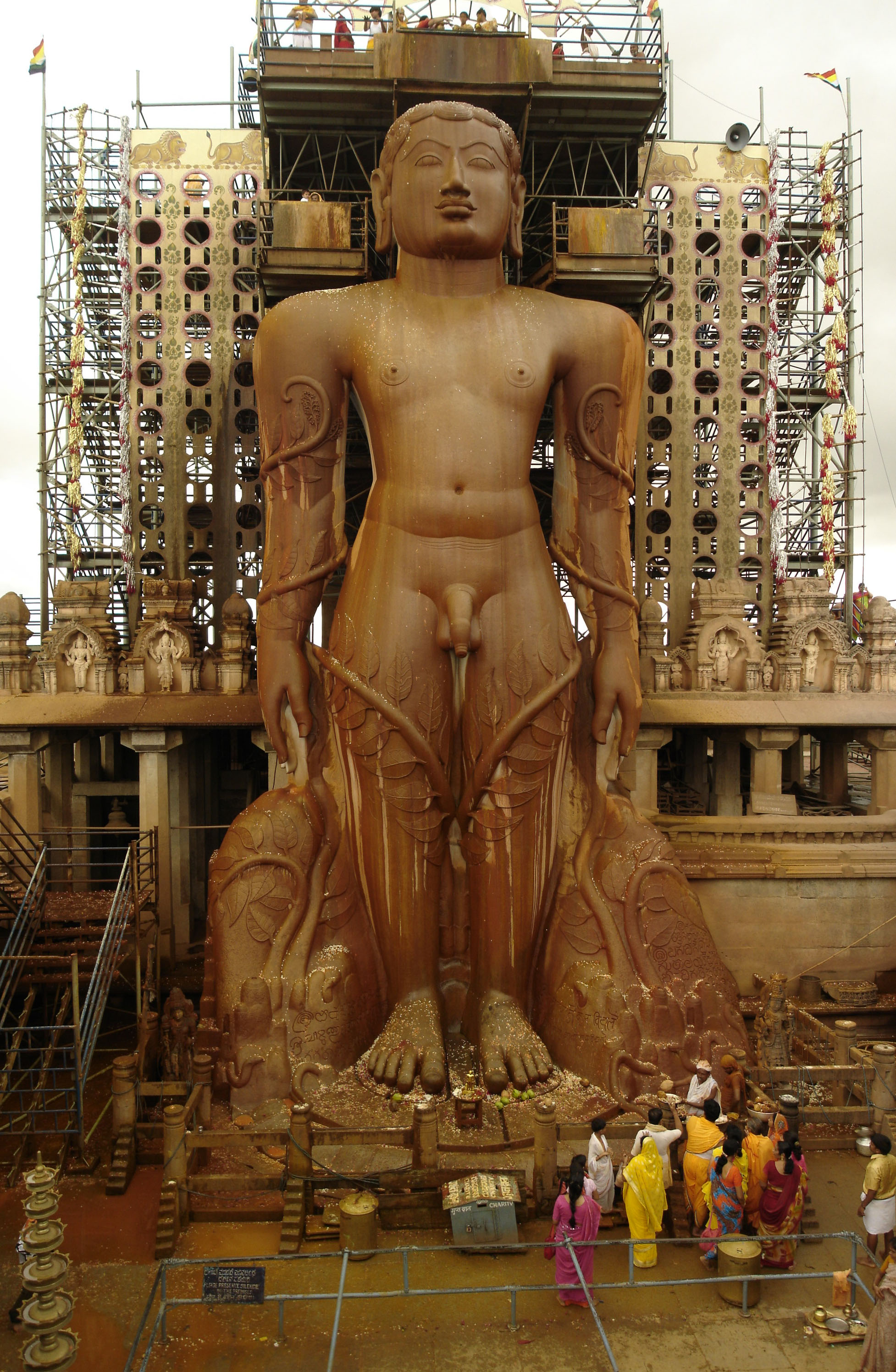
Statue de Gomateshvara, à Shravanabelagola.
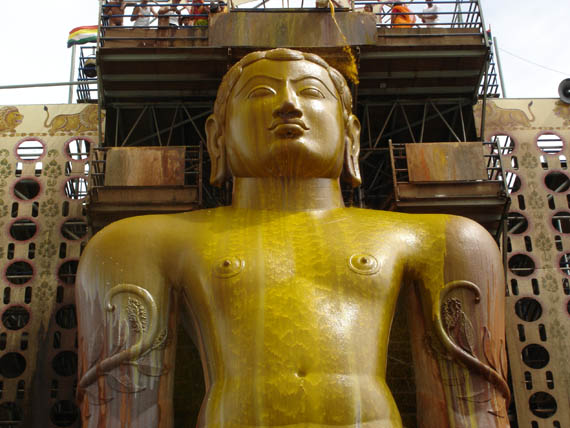
Statue de Gomateshvara recouverte d'offrandes, à Shravanabelagola.
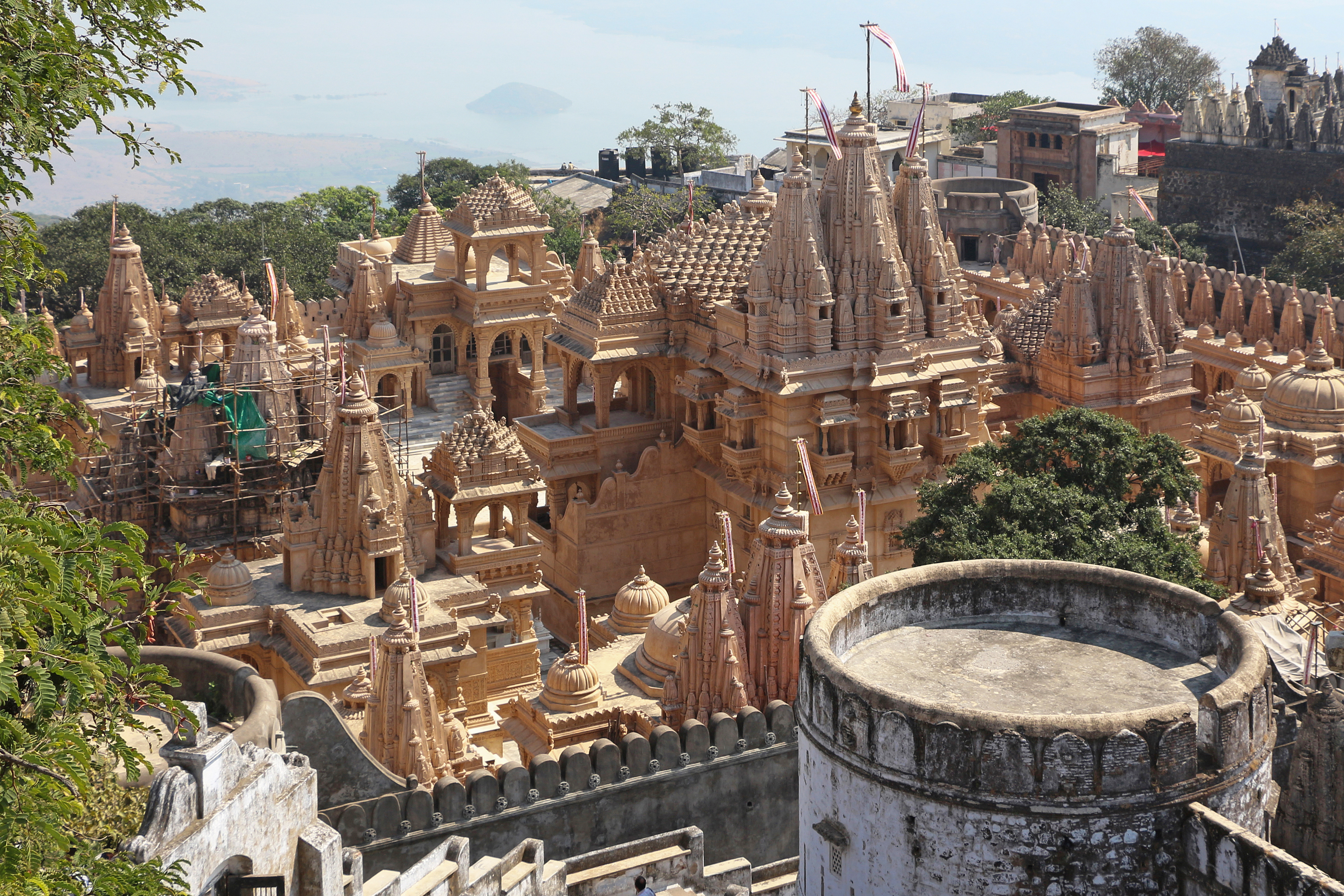
Temples de Palitana.
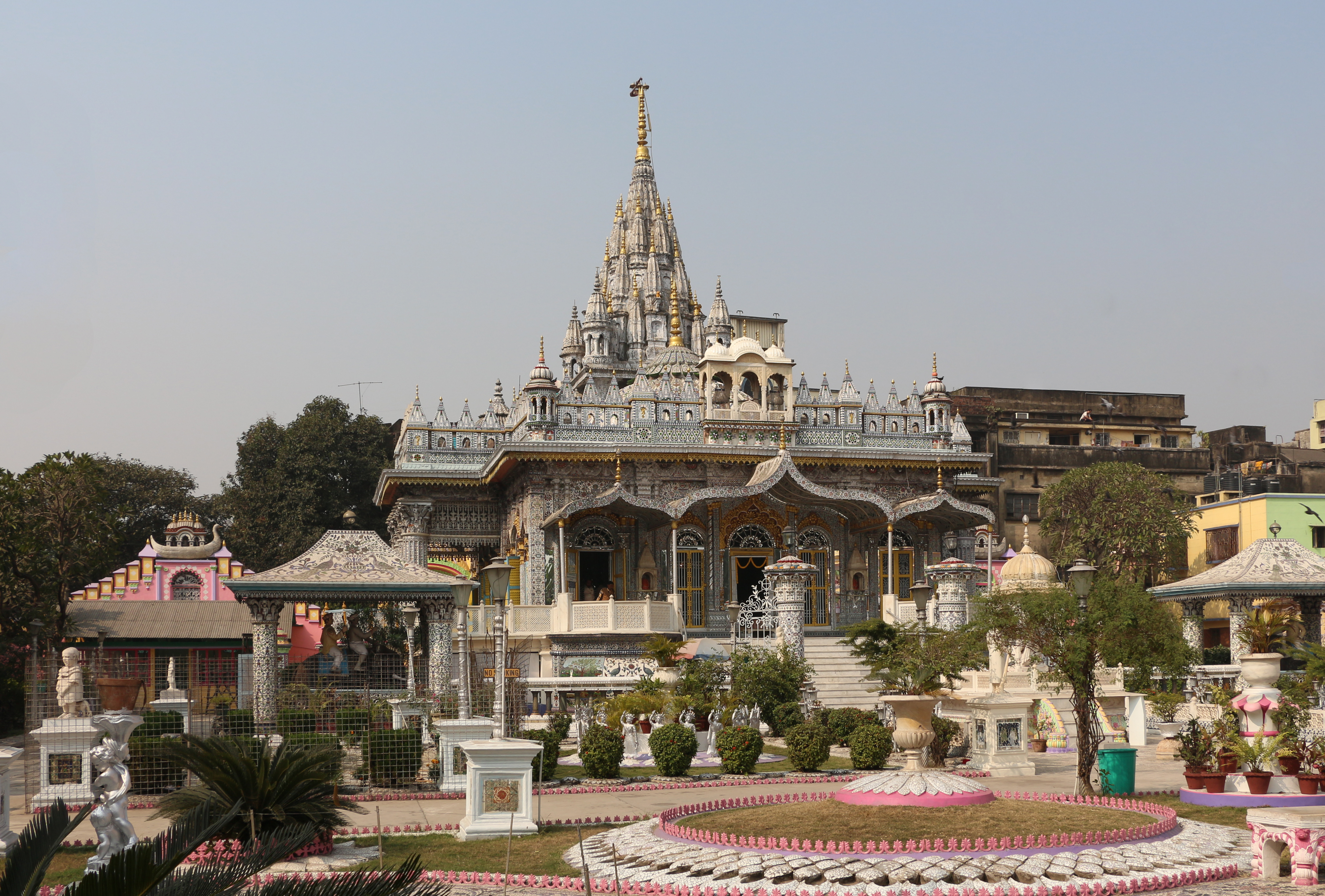
Temple de Sheetalnathji à Calcutta.
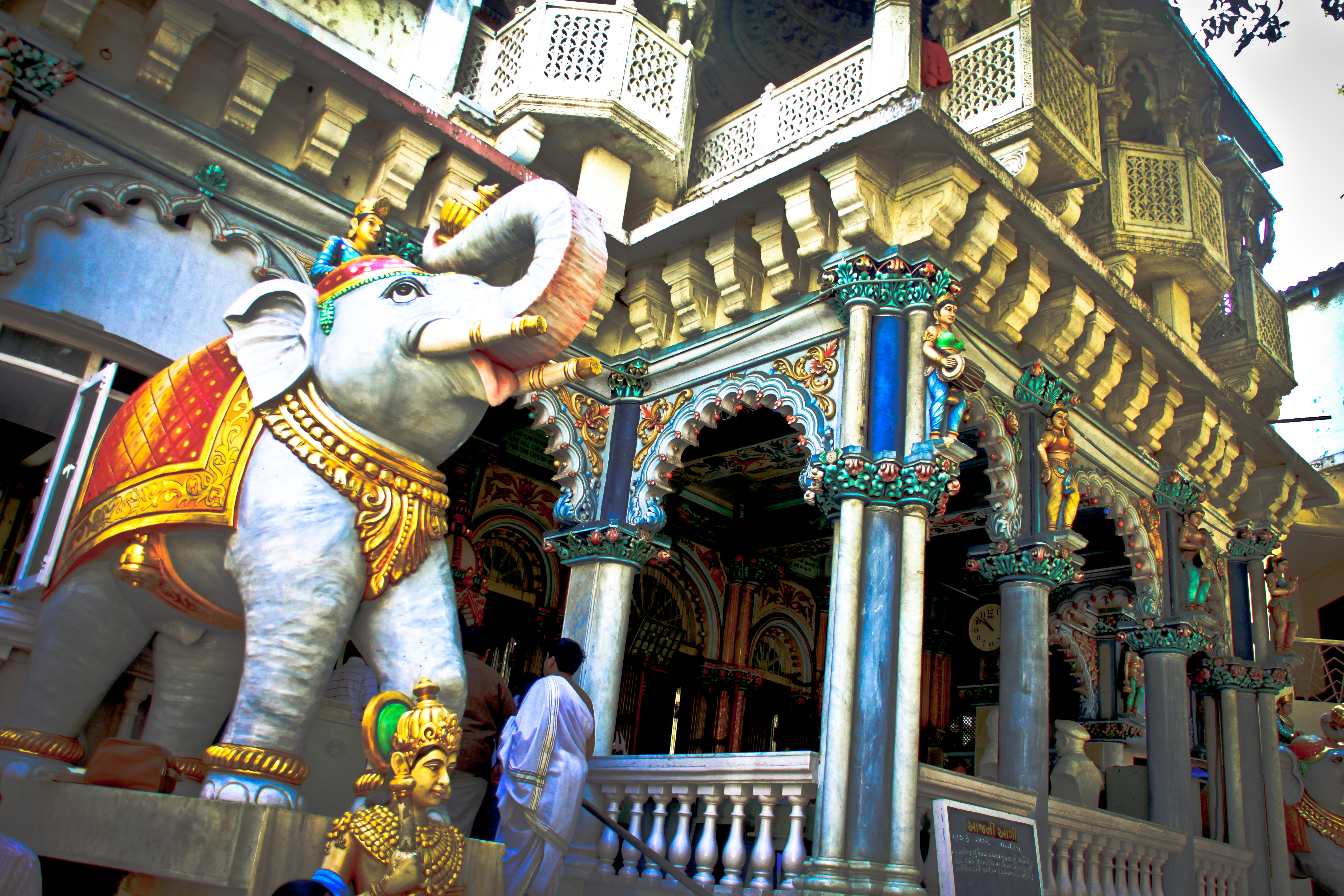
Temple de Bombay.
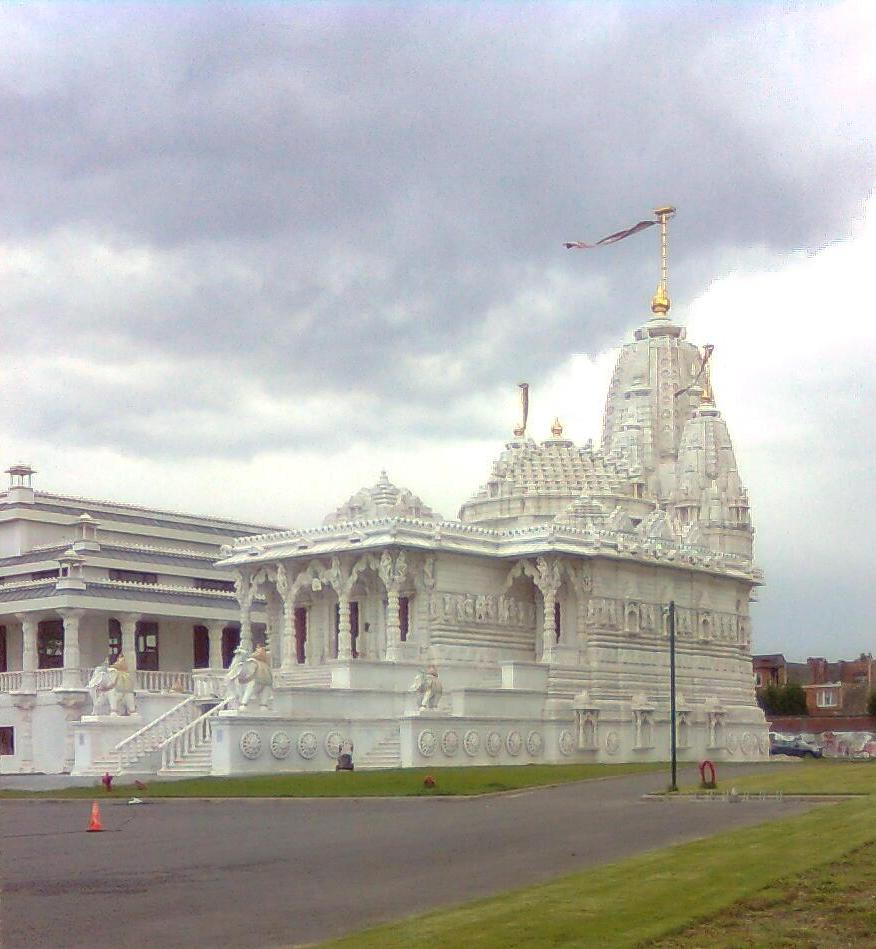
Temple jaïn d'Anvers.
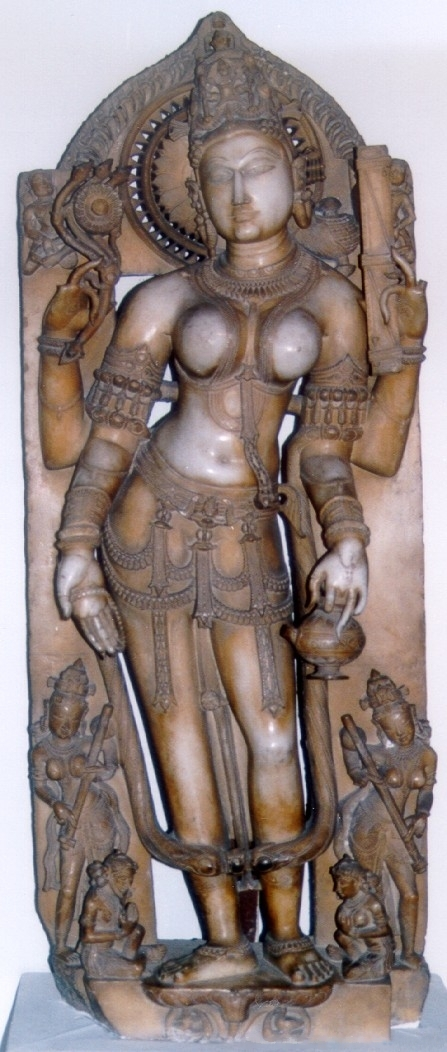
La déesse Sarasvati, déesse hindoue des arts et de la connaissance, dans son interprétation formelle jaïne.
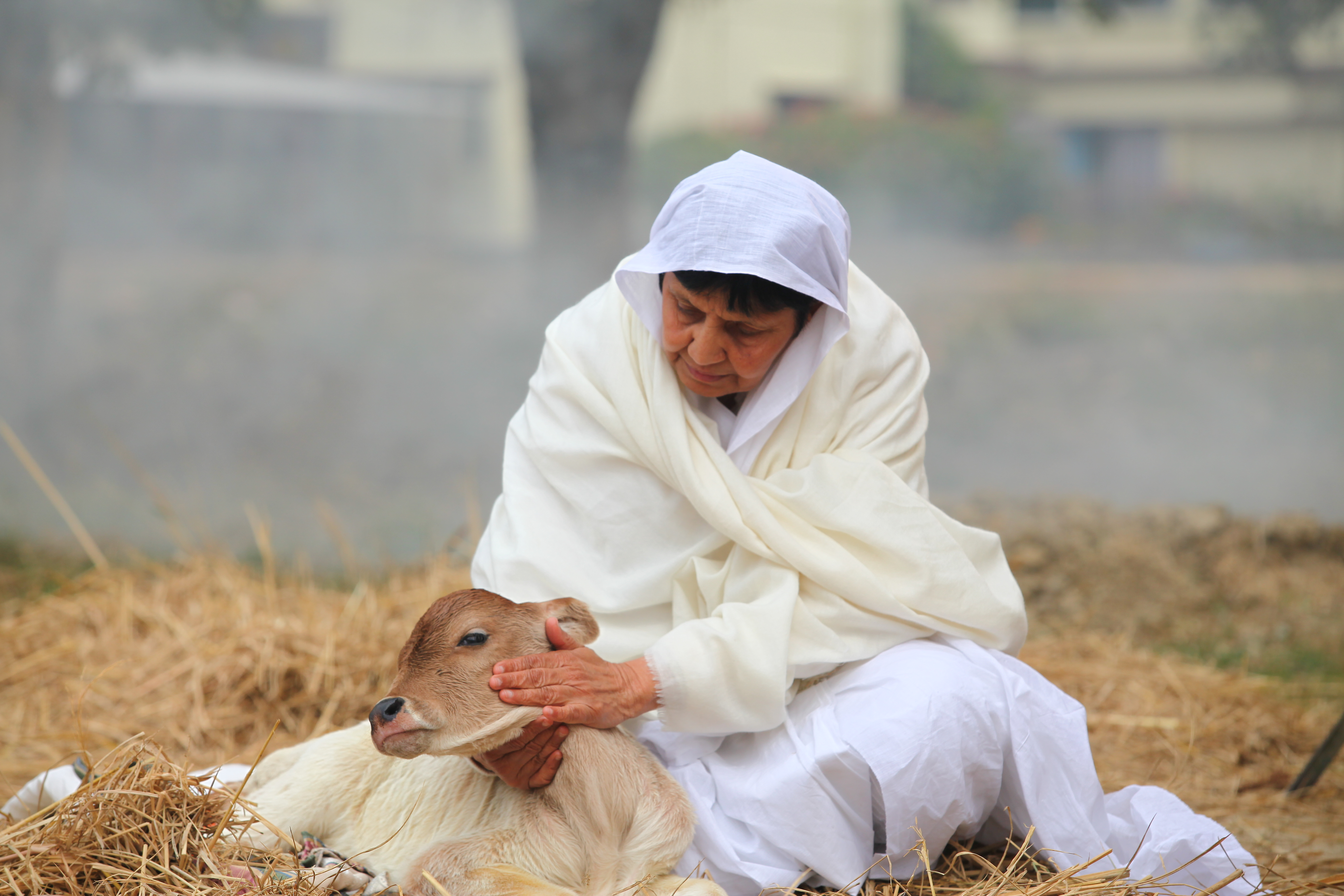
Nonne jaïne avec un veau.
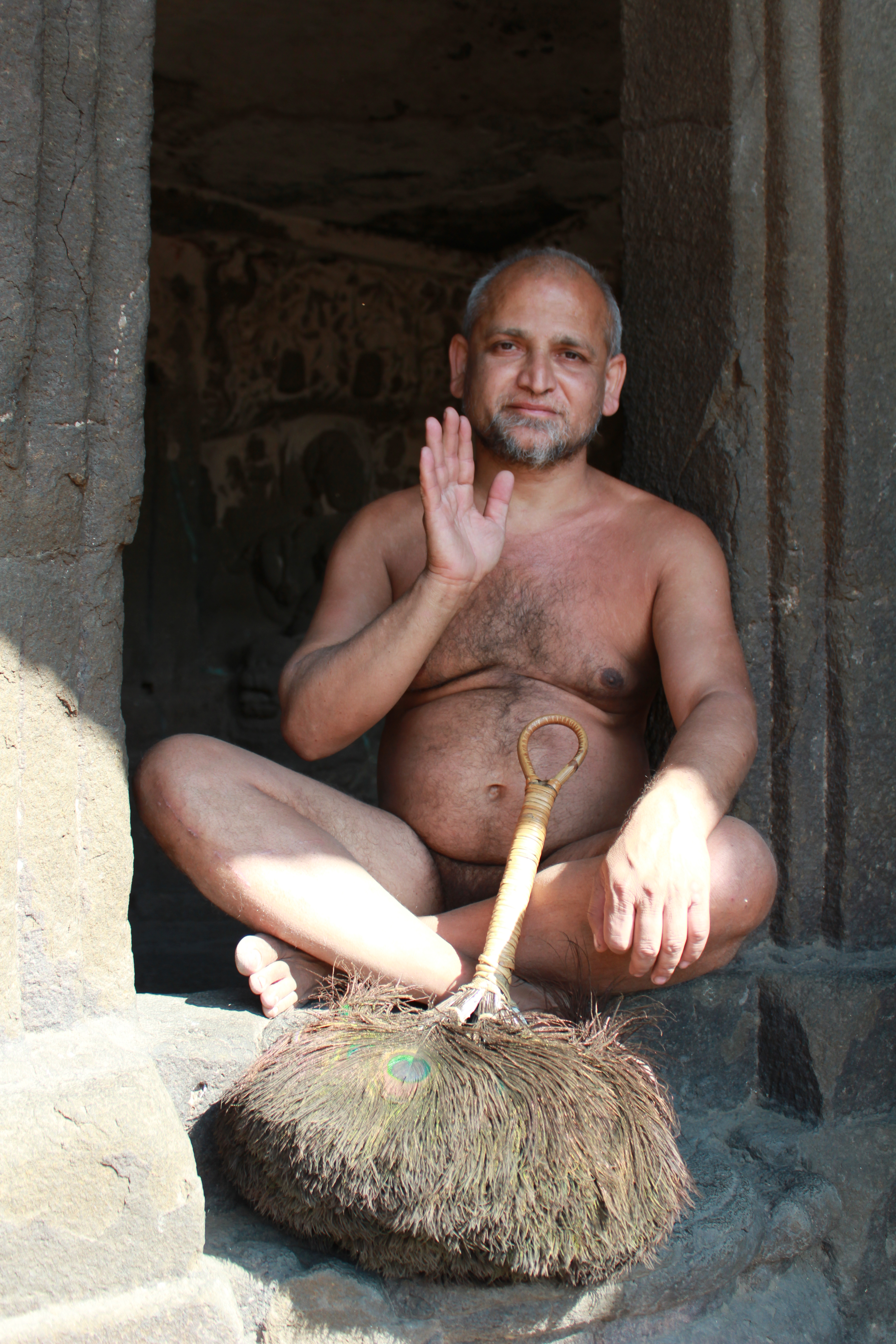
Moine jaïn digambara, « vêtu de ciel ».

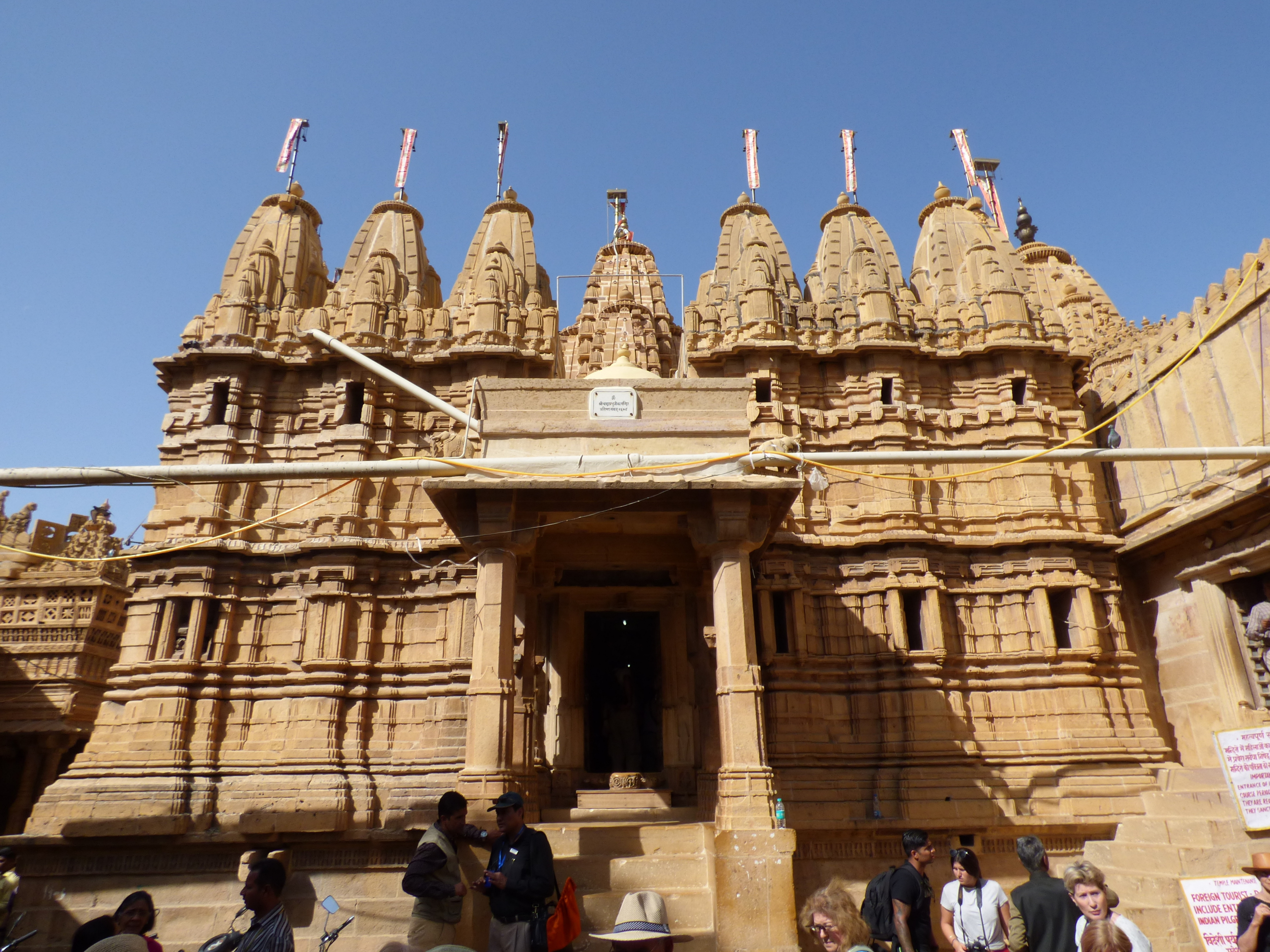

## Art
La miniature jaïne du XIe siècle au XVIe siècle s'appelle « style du Gujarat » ou plus spécifiquement « style jaïna ».
On peut trouver une quantité innombrable de leurs œuvres, d'une qualité extraordinaire, sur des feuilles de palmier et sur des manuscrits. On trouve à Ellorâ des peintures de plafond très riches dans des grottes jaïnes.